# Liste des anciennes communes de Maine-et-Loire
Cette page a pour objectif de retracer toutes les modifications communales dans le département de Maine-et-Loire : les anciennes communes qui ont existé depuis la Révolution française, ainsi que les créations, les modifications officielles de nom, ainsi que les échanges de territoires entre communes.
Le département dénombrait 386 communes en 1800, un nombre resté globalement stable jusqu'en 1960 (les quelques regroupements étant compensés par des créations au XIXe siècle). La loi Marcellin dans les années 1970 a immiscé un mouvement de regroupements. Mais le département a connu un profond bouleversement de son tissu communal avec le statut de commune nouvelle de 2010, expérimentant à grande échelle les possibilités de ce statut : le nombre de collectivités va ainsi être divisé par deux, une proportion unique en France. La mue a été plus prononcée dans les Mauges où les communautés de communes sont devenues des communes nouvelles comptant une dizaine de communes historiques à chaque fois, un mouvement qui va s'étendre au Segréen ainsi qu'au Saumurois (rejoignant les 2 communes précurseures en la matière : Baugé-en-Anjou et Chemillé-Melay devenues communes nouvelles dès 2012). Autour d'Angers, d'autres communes nouvelles se sont également formées, mais de dimensions souvent plus modestes). Cette dynamique va même bousculer les limites du département à l'ouest : Freigné intègre ainsi une commune nouvelle dans le département de Loire-Atlantique, tandis qu'à l'inverse, Le Fresne-sur-Loire rejoint Ingrandes, dans ce département. Plusieurs communes nouvelles comptent ainsi plus de 20 000 habitants comme Sèvremoine, Beaupréau-en-Mauges, Chemillé-en-Anjou, ou s'en approchent telles que Segré-en-Anjou Bleu ou encore Mauges-sur-Loire.
Aujourd'hui le département compte 176 communes (au 1er janvier 2024). Il y en avait encore 363 en l'an 2000.

## Transferts vers un autre département
| Département d'origine | Département de rattachement | Communes concernées                                                                     | Date (et nature) de la décision                |
| --------------------- | --------------------------- | --------------------------------------------------------------------------------------- | ---------------------------------------------- |
| Maine-et-Loire        | Loire-Atlantique            | Freigné (pour former la commune nouvelle de Vallons-de-l'Erdre, avec 5 autres communes) | 26 décembre 2017 (Décret)                      |
| Loire-Atlantique      | Maine-et-Loire              | Le Fresne-sur-Loire (pour former la commune nouvelle d'Ingrandes-Le Fresne sur Loire)   | 23 décembre 2015 (Décret)                      |
| Deux-Sèvres           | Maine-et-Loire              | Le Puy-Saint-Bonnet (pour fusionner avec la commune de Cholet)                          | 26 juillet 1973 (Décret) 18 août 1973 (Décret) |

## Fusions
| Nom de la nouvelle commune      | Communes réunies                                                          | Régime | Date (et nature) de la décision                     | Date d'effet                            |
| ------------------------------- | ------------------------------------------------------------------------- | --- | --------------------------------------------------- | --------------------------------------- |
| Ingrandes-le-Fresne-sur-Loire   | Ingrandes-Le Fresne sur Loire                                             | commune nouvelle (avec 2 communes déléguées : Le Fresne et Saint-Sigismond)                                                                                            | 16 novembre 2023 (Arrêté)                           | 1er janvier 2024                        |
| Ingrandes-le-Fresne-sur-Loire   | Saint-Sigismond                                                           | commune nouvelle (avec 2 communes déléguées : Le Fresne et Saint-Sigismond)                                                                                            | 16 novembre 2023 (Arrêté)                           | 1er janvier 2024                        |
| Huillé-Lézigné                  | Huillé                                                                    | commune nouvelle (avec communes déléguées) | 5 décembre 2018 (Arrêté)                            | 1er janvier 2019                        |
| Huillé-Lézigné                  | Lézigné                                                                   | commune nouvelle (avec communes déléguées) | 5 décembre 2018 (Arrêté)                            | 1er janvier 2019                        |
| Les Hauts-d'Anjou               | Les Hauts d'Anjou                                                         | commune nouvelle (avec 8 communes déléguées) | 23 novembre 2018 (Arrêté)                           | 1er janvier 2019                        |
| Les Hauts-d'Anjou               | Châteauneuf-sur-Sarthe                                                    | commune nouvelle (avec 8 communes déléguées) | 23 novembre 2018 (Arrêté)                           | 1er janvier 2019                        |
| Rives-du-Loir-en-Anjou          | Villevêque                                                                | commune nouvelle (avec communes déléguées) | 8 novembre 2018 (Arrêté)                            | 1er janvier 2019                        |
| Rives-du-Loir-en-Anjou          | Soucelles                                                                 | commune nouvelle (avec communes déléguées) | 8 novembre 2018 (Arrêté)                            | 1er janvier 2019                        |
| Bellevigne-les-Châteaux         | Chacé                                                                     | commune nouvelle (avec communes déléguées) | 20 septembre 2018 (Arrêté)                          | 1er janvier 2019                        |
| Bellevigne-les-Châteaux         | Brézé                                                                     | commune nouvelle (avec communes déléguées) | 20 septembre 2018 (Arrêté)                          | 1er janvier 2019                        |
| Bellevigne-les-Châteaux         | Saint-Cyr-en-Bourg                                                        | commune nouvelle (avec communes déléguées) | 20 septembre 2018 (Arrêté)                          | 1er janvier 2019                        |
| Saint-Léger-de-Linières         | Saint-Léger-des-Bois                                                      | commune nouvelle (avec communes déléguées) | 20 septembre 2018 (Arrêté)                          | 1er janvier 2019                        |
| Saint-Léger-de-Linières         | Saint-Jean-de-Linières                                                    | commune nouvelle (avec communes déléguées) | 20 septembre 2018 (Arrêté)                          | 1er janvier 2019                        |
| Gennes-Val-de-Loire             | Les Rosiers-sur-Loire                                                     | commune nouvelle (avec 7 communes déléguées) | 22 mai 2017 (Arrêté)                                | 1er janvier 2018                        |
| Gennes-Val-de-Loire             | Gennes-Val de Loire                                                       | commune nouvelle (avec 7 communes déléguées) | 22 mai 2017 (Arrêté)                                | 1er janvier 2018                        |
| Gennes-Val-de-Loire             | Saint-Martin-de-la-Place                                                  | commune nouvelle (avec 7 communes déléguées) | 22 mai 2017 (Arrêté)                                | 1er janvier 2018                        |
| Noyant-Villages                 | Noyant                                                                    | commune nouvelle (avec communes déléguées) | 7 décembre 2016 (Arrêté)                            | 15 décembre 2016                        |
| Noyant-Villages                 | Auverse                                                                   | commune nouvelle (avec communes déléguées) | 7 décembre 2016 (Arrêté)                            | 15 décembre 2016                        |
| Noyant-Villages                 | Breil                                                                     | commune nouvelle (avec communes déléguées) | 7 décembre 2016 (Arrêté)                            | 15 décembre 2016                        |
| Noyant-Villages                 | Broc                                                                      | commune nouvelle (avec communes déléguées) | 7 décembre 2016 (Arrêté)                            | 15 décembre 2016                        |
| Noyant-Villages                 | Chalonnes-sous-le-Lude                                                    | commune nouvelle (avec communes déléguées) | 7 décembre 2016 (Arrêté)                            | 15 décembre 2016                        |
| Noyant-Villages                 | Chavaignes                                                                | commune nouvelle (avec communes déléguées) | 7 décembre 2016 (Arrêté)                            | 15 décembre 2016                        |
| Noyant-Villages                 | Chigné                                                                    | commune nouvelle (avec communes déléguées) | 7 décembre 2016 (Arrêté)                            | 15 décembre 2016                        |
| Noyant-Villages                 | Dénezé-sous-le-Lude                                                       | commune nouvelle (avec communes déléguées) | 7 décembre 2016 (Arrêté)                            | 15 décembre 2016                        |
| Noyant-Villages                 | Genneteil                                                                 | commune nouvelle (avec communes déléguées) | 7 décembre 2016 (Arrêté)                            | 15 décembre 2016                        |
| Noyant-Villages                 | Lasse                                                                     | commune nouvelle (avec communes déléguées) | 7 décembre 2016 (Arrêté)                            | 15 décembre 2016                        |
| Noyant-Villages                 | Linières-Bouton                                                           | commune nouvelle (avec communes déléguées) | 7 décembre 2016 (Arrêté)                            | 15 décembre 2016                        |
| Noyant-Villages                 | Meigné-le-Vicomte                                                         | commune nouvelle (avec communes déléguées) | 7 décembre 2016 (Arrêté)                            | 15 décembre 2016                        |
| Noyant-Villages                 | Méon                                                                      | commune nouvelle (avec communes déléguées) | 7 décembre 2016 (Arrêté)                            | 15 décembre 2016                        |
| Noyant-Villages                 | Parçay-les-Pins                                                           | commune nouvelle (avec communes déléguées) | 7 décembre 2016 (Arrêté)                            | 15 décembre 2016                        |
| Ombrée d'Anjou                  | Pouancé                                                                   | commune nouvelle (avec communes déléguées) | 7 décembre 2016 (Arrêté)                            | 15 décembre 2016                        |
| Ombrée d'Anjou                  | La Chapelle-Hullin                                                        | commune nouvelle (avec communes déléguées) | 7 décembre 2016 (Arrêté)                            | 15 décembre 2016                        |
| Ombrée d'Anjou                  | Chazé-Henry                                                               | commune nouvelle (avec communes déléguées) | 7 décembre 2016 (Arrêté)                            | 15 décembre 2016                        |
| Ombrée d'Anjou                  | Combrée                                                                   | commune nouvelle (avec communes déléguées) | 7 décembre 2016 (Arrêté)                            | 15 décembre 2016                        |
| Ombrée d'Anjou                  | Grugé-l'Hôpital                                                           | commune nouvelle (avec communes déléguées) | 7 décembre 2016 (Arrêté)                            | 15 décembre 2016                        |
| Ombrée d'Anjou                  | Noëllet                                                                   | commune nouvelle (avec communes déléguées) | 7 décembre 2016 (Arrêté)                            | 15 décembre 2016                        |
| Ombrée d'Anjou                  | La Prévière                                                               | commune nouvelle (avec communes déléguées) | 7 décembre 2016 (Arrêté)                            | 15 décembre 2016                        |
| Ombrée d'Anjou                  | Saint-Michel-et-Chanveaux                                                 | commune nouvelle (avec communes déléguées) | 7 décembre 2016 (Arrêté)                            | 15 décembre 2016                        |
| Ombrée d'Anjou                  | Le Tremblay                                                               | commune nouvelle (avec communes déléguées) | 7 décembre 2016 (Arrêté)                            | 15 décembre 2016                        |
| Ombrée d'Anjou                  | Vergonnes                                                                 | commune nouvelle (avec communes déléguées) | 7 décembre 2016 (Arrêté)                            | 15 décembre 2016                        |
| Terranjou                       | Chavagnes                                                                 | commune nouvelle (avec communes déléguées) | 10 novembre 2016 (Arrêté)                           | 1er janvier 2017                        |
| Terranjou                       | Martigné-Briand                                                           | commune nouvelle (avec communes déléguées) | 10 novembre 2016 (Arrêté)                           | 1er janvier 2017                        |
| Terranjou                       | Notre-Dame-d'Allençon                                                     | commune nouvelle (avec communes déléguées) | 10 novembre 2016 (Arrêté)                           | 1er janvier 2017                        |
| Les Hauts-d'Anjou               | Champigné                                                                 | commune nouvelle (avec communes déléguées) | 28 octobre 2016 (Arrêté)                            | 15 décembre 2016                        |
| Les Hauts-d'Anjou               | Brissarthe                                                                | commune nouvelle (avec communes déléguées) | 28 octobre 2016 (Arrêté)                            | 15 décembre 2016                        |
| Les Hauts-d'Anjou               | Cherré                                                                    | commune nouvelle (avec communes déléguées) | 28 octobre 2016 (Arrêté)                            | 15 décembre 2016                        |
| Les Hauts-d'Anjou               | Contigné                                                                  | commune nouvelle (avec communes déléguées) | 28 octobre 2016 (Arrêté)                            | 15 décembre 2016                        |
| Les Hauts-d'Anjou               | Marigné                                                                   | commune nouvelle (avec communes déléguées) | 28 octobre 2016 (Arrêté)                            | 15 décembre 2016                        |
| Les Hauts-d'Anjou               | Querré                                                                    | commune nouvelle (avec communes déléguées) | 28 octobre 2016 (Arrêté)                            | 15 décembre 2016                        |
| Les Hauts-d'Anjou               | Sœurdres                                                                  | commune nouvelle (avec communes déléguées) | 28 octobre 2016 (Arrêté)                            | 15 décembre 2016                        |
| Val d'Erdre-Auxence             | Le Louroux-Béconnais                                                      | commune nouvelle (avec communes déléguées) | 30 septembre 2016 (Arrêté)                          | 15 décembre 2016                        |
| Val d'Erdre-Auxence             | La Cornuaille                                                             | commune nouvelle (avec communes déléguées) | 30 septembre 2016 (Arrêté)                          | 15 décembre 2016                        |
| Val d'Erdre-Auxence             | Villemoisan                                                               | commune nouvelle (avec communes déléguées) | 30 septembre 2016 (Arrêté)                          | 15 décembre 2016                        |
| Segré-en-Anjou Bleu             | Segré                                                                     | commune nouvelle (avec communes déléguées) | 28 septembre 2016 (Arrêté)                          | 15 décembre 2016                        |
| Segré-en-Anjou Bleu             | Aviré                                                                     | commune nouvelle (avec communes déléguées) | 28 septembre 2016 (Arrêté)                          | 15 décembre 2016                        |
| Segré-en-Anjou Bleu             | Le Bourg-d'Iré                                                            | commune nouvelle (avec communes déléguées) | 28 septembre 2016 (Arrêté)                          | 15 décembre 2016                        |
| Segré-en-Anjou Bleu             | La Chapelle-sur-Oudon                                                     | commune nouvelle (avec communes déléguées) | 28 septembre 2016 (Arrêté)                          | 15 décembre 2016                        |
| Segré-en-Anjou Bleu             | Châtelais                                                                 | commune nouvelle (avec communes déléguées) | 28 septembre 2016 (Arrêté)                          | 15 décembre 2016                        |
| Segré-en-Anjou Bleu             | La Ferrière-de-Flée                                                       | commune nouvelle (avec communes déléguées) | 28 septembre 2016 (Arrêté)                          | 15 décembre 2016                        |
| Segré-en-Anjou Bleu             | L'Hôtellerie-de-Flée                                                      | commune nouvelle (avec communes déléguées) | 28 septembre 2016 (Arrêté)                          | 15 décembre 2016                        |
| Segré-en-Anjou Bleu             | Louvaines                                                                 | commune nouvelle (avec communes déléguées) | 28 septembre 2016 (Arrêté)                          | 15 décembre 2016                        |
| Segré-en-Anjou Bleu             | Marans                                                                    | commune nouvelle (avec communes déléguées) | 28 septembre 2016 (Arrêté)                          | 15 décembre 2016                        |
| Segré-en-Anjou Bleu             | Montguillon                                                               | commune nouvelle (avec communes déléguées) | 28 septembre 2016 (Arrêté)                          | 15 décembre 2016                        |
| Segré-en-Anjou Bleu             | Noyant-la-Gravoyère                                                       | commune nouvelle (avec communes déléguées) | 28 septembre 2016 (Arrêté)                          | 15 décembre 2016                        |
| Segré-en-Anjou Bleu             | Nyoiseau                                                                  | commune nouvelle (avec communes déléguées) | 28 septembre 2016 (Arrêté)                          | 15 décembre 2016                        |
| Segré-en-Anjou Bleu             | Saint-Martin-du-Bois                                                      | commune nouvelle (avec communes déléguées) | 28 septembre 2016 (Arrêté)                          | 15 décembre 2016                        |
| Segré-en-Anjou Bleu             | Saint-Sauveur-de-Flée                                                     | commune nouvelle (avec communes déléguées) | 28 septembre 2016 (Arrêté)                          | 15 décembre 2016                        |
| Segré-en-Anjou Bleu             | Sainte-Gemmes-d'Andigné                                                   | commune nouvelle (avec communes déléguées) | 28 septembre 2016 (Arrêté)                          | 15 décembre 2016                        |
| Doué-en-Anjou                   | Doué-la-Fontaine                                                          | commune nouvelle (avec communes déléguées) | 23 septembre 2016 (Arrêté)                          | 30 décembre 2016                        |
| Doué-en-Anjou                   | Brigné                                                                    | commune nouvelle (avec communes déléguées) | 23 septembre 2016 (Arrêté)                          | 30 décembre 2016                        |
| Doué-en-Anjou                   | Concourson-sur-Layon                                                      | commune nouvelle (avec communes déléguées) | 23 septembre 2016 (Arrêté)                          | 30 décembre 2016                        |
| Doué-en-Anjou                   | Forges                                                                    | commune nouvelle (avec communes déléguées) | 23 septembre 2016 (Arrêté)                          | 30 décembre 2016                        |
| Doué-en-Anjou                   | Meigné                                                                    | commune nouvelle (avec communes déléguées) | 23 septembre 2016 (Arrêté)                          | 30 décembre 2016                        |
| Doué-en-Anjou                   | Montfort                                                                  | commune nouvelle (avec communes déléguées) | 23 septembre 2016 (Arrêté)                          | 30 décembre 2016                        |
| Doué-en-Anjou                   | Saint-Georges-sur-Layon                                                   | commune nouvelle (avec communes déléguées) | 23 septembre 2016 (Arrêté)                          | 30 décembre 2016                        |
| Doué-en-Anjou                   | Les Verchers-sur-Layon                                                    | commune nouvelle (avec communes déléguées) | 23 septembre 2016 (Arrêté)                          | 30 décembre 2016                        |
| Brissac Loire Aubance           | Brissac-Quincé                                                            | commune nouvelle (avec communes déléguées) | 6 septembre 2016 (Arrêté)                           | 15 décembre 2016                        |
| Brissac Loire Aubance           | Les Alleuds                                                               | commune nouvelle (avec communes déléguées) | 6 septembre 2016 (Arrêté)                           | 15 décembre 2016                        |
| Brissac Loire Aubance           | Charcé-Saint-Ellier-sur-Aubance                                           | commune nouvelle (avec communes déléguées) | 6 septembre 2016 (Arrêté)                           | 15 décembre 2016                        |
| Brissac Loire Aubance           | Chemellier                                                                | commune nouvelle (avec communes déléguées) | 6 septembre 2016 (Arrêté)                           | 15 décembre 2016                        |
| Brissac Loire Aubance           | Coutures                                                                  | commune nouvelle (avec communes déléguées) | 6 septembre 2016 (Arrêté)                           | 15 décembre 2016                        |
| Brissac Loire Aubance           | Luigné                                                                    | commune nouvelle (avec communes déléguées) | 6 septembre 2016 (Arrêté)                           | 15 décembre 2016                        |
| Brissac Loire Aubance           | Saint-Rémy-la-Varenne                                                     | commune nouvelle (avec communes déléguées) | 6 septembre 2016 (Arrêté)                           | 15 décembre 2016                        |
| Brissac Loire Aubance           | Saint-Saturnin-sur-Loire                                                  | commune nouvelle (avec communes déléguées) | 6 septembre 2016 (Arrêté)                           | 15 décembre 2016                        |
| Brissac Loire Aubance           | Saulgé-l'Hôpital                                                          | commune nouvelle (avec communes déléguées) | 6 septembre 2016 (Arrêté)                           | 15 décembre 2016                        |
| Brissac Loire Aubance           | Vauchrétien                                                               | commune nouvelle (avec communes déléguées) | 6 septembre 2016 (Arrêté)                           | 15 décembre 2016                        |
| Les Garennes sur Loire          | Juigné-sur-Loire                                                          | commune nouvelle (avec communes déléguées) | 6 septembre 2016 (Arrêté)                           | 1er janvier 2017                        |
| Les Garennes sur Loire          | Saint-Jean-des-Mauvrets                                                   | commune nouvelle (avec communes déléguées) | 6 septembre 2016 (Arrêté)                           | 1er janvier 2017                        |
| Morannes sur Sarthe-Daumeray    | Morannes-sur-Sarthe                                                       | commune nouvelle (avec 2 communes déléguées : Chemiré-sur-Sarthe et Daumeray)                                                                                          | 6 septembre 2016 (Arrêté)                           | 1er janvier 2017                        |
| Morannes sur Sarthe-Daumeray    | Daumeray                                                                  | commune nouvelle (avec 2 communes déléguées : Chemiré-sur-Sarthe et Daumeray)                                                                                          | 6 septembre 2016 (Arrêté)                           | 1er janvier 2017                        |
| Ingrandes-Le Fresne sur Loire   | Ingrandes                                                                 | commune nouvelle (avec commune déléguée) | 23 décembre 2015 (Décret) 31 décembre 2015 (Arrêté) | 1er janvier 2016                        |
| Ingrandes-Le Fresne sur Loire   | Le Fresne-sur-Loire                                                       | commune nouvelle (avec commune déléguée) | 23 décembre 2015 (Décret) 31 décembre 2015 (Arrêté) | 1er janvier 2016                        |
| Chenillé-Champteussé            | Champteussé-sur-Baconne                                                   | commune nouvelle (avec communes déléguées) | 21 décembre 2015 (Arrêté)                           | 1er janvier 2016                        |
| Chenillé-Champteussé            | Chenillé-Changé                                                           | commune nouvelle (avec communes déléguées) | 21 décembre 2015 (Arrêté)                           | 1er janvier 2016                        |
| Erdre-en-Anjou                  | Vern-d'Anjou                                                              | commune nouvelle (avec communes déléguées) | 21 décembre 2015 (Arrêté)                           | 1er janvier 2016                        |
| Erdre-en-Anjou                  | Brain-sur-Longuenée                                                       | commune nouvelle (avec communes déléguées) | 21 décembre 2015 (Arrêté)                           | 1er janvier 2016                        |
| Erdre-en-Anjou                  | Gené                                                                      | commune nouvelle (avec communes déléguées) | 21 décembre 2015 (Arrêté)                           | 1er janvier 2016                        |
| Erdre-en-Anjou                  | La Pouëze                                                                 | commune nouvelle (avec communes déléguées) | 21 décembre 2015 (Arrêté)                           | 1er janvier 2016                        |
| Beaufort-en-Anjou               | Beaufort-en-Vallée                                                        | commune nouvelle (avec communes déléguées) | 18 décembre 2015 (Arrêté)                           | 1er janvier 2016                        |
| Beaufort-en-Anjou               | Gée                                                                       | commune nouvelle (avec communes déléguées) | 18 décembre 2015 (Arrêté)                           | 1er janvier 2016                        |
| Jarzé Villages                  | Jarzé                                                                     | commune nouvelle (avec communes déléguées) | 18 décembre 2015 (Arrêté)                           | 1er janvier 2016                        |
| Jarzé Villages                  | Beauvau                                                                   | commune nouvelle (avec communes déléguées) | 18 décembre 2015 (Arrêté)                           | 1er janvier 2016                        |
| Jarzé Villages                  | Chaumont-d'Anjou                                                          | commune nouvelle (avec communes déléguées) | 18 décembre 2015 (Arrêté)                           | 1er janvier 2016                        |
| Jarzé Villages                  | Lué-en-Baugeois                                                           | commune nouvelle (avec communes déléguées) | 18 décembre 2015 (Arrêté)                           | 1er janvier 2016                        |
| Mazé-Milon                      | Mazé                                                                      | commune nouvelle (avec communes déléguées) | 18 décembre 2015 (Arrêté)                           | 1er janvier 2016                        |
| Mazé-Milon                      | Fontaine-Milon                                                            | commune nouvelle (avec communes déléguées) | 18 décembre 2015 (Arrêté)                           | 1er janvier 2016                        |
| Tuffalun                        | Ambillou-Château                                                          | commune nouvelle (avec communes déléguées) | 17 décembre 2015 (Arrêté)                           | 1er janvier 2016                        |
| Tuffalun                        | Louerre                                                                   | commune nouvelle (avec communes déléguées) | 17 décembre 2015 (Arrêté)                           | 1er janvier 2016                        |
| Tuffalun                        | Noyant-la-Plaine                                                          | commune nouvelle (avec communes déléguées) | 17 décembre 2015 (Arrêté)                           | 1er janvier 2016                        |
| Loire-Authion                   | Saint-Mathurin-sur-Loire                                                  | commune nouvelle (avec communes déléguées) | 7 décembre 2015 (Arrêté)                            | 1er janvier 2016                        |
| Loire-Authion                   | Andard                                                                    | commune nouvelle (avec communes déléguées) | 7 décembre 2015 (Arrêté)                            | 1er janvier 2016                        |
| Loire-Authion                   | Bauné                                                                     | commune nouvelle (avec communes déléguées) | 7 décembre 2015 (Arrêté)                            | 1er janvier 2016                        |
| Loire-Authion                   | La Bohalle                                                                | commune nouvelle (avec communes déléguées) | 7 décembre 2015 (Arrêté)                            | 1er janvier 2016                        |
| Loire-Authion                   | Brain-sur-l'Authion                                                       | commune nouvelle (avec communes déléguées) | 7 décembre 2015 (Arrêté)                            | 1er janvier 2016                        |
| Loire-Authion                   | Corné                                                                     | commune nouvelle (avec communes déléguées) | 7 décembre 2015 (Arrêté)                            | 1er janvier 2016                        |
| Loire-Authion                   | La Daguenière                                                             | commune nouvelle (avec communes déléguées) | 7 décembre 2015 (Arrêté)                            | 1er janvier 2016                        |
| Verrières-en-Anjou              | Saint-Sylvain-d'Anjou                                                     | commune nouvelle (avec communes déléguées) | 1er décembre 2015 (Arrêté)                          | 1er janvier 2016                        |
| Verrières-en-Anjou              | Pellouailles-les-Vignes                                                   | commune nouvelle (avec communes déléguées) | 1er décembre 2015 (Arrêté)                          | 1er janvier 2016                        |
| Blaison-Saint-Sulpice           | Blaison-Gohier                                                            | commune nouvelle (avec communes déléguées) | 23 novembre 2015 (Arrêté)                           | 1er janvier 2016                        |
| Blaison-Saint-Sulpice           | Saint-Sulpice                                                             | commune nouvelle (avec communes déléguées) | 23 novembre 2015 (Arrêté)                           | 1er janvier 2016                        |
| Longuenée-en-Anjou              | La Membrolle-sur-Longuenée                                                | commune nouvelle (avec communes déléguées) | 23 novembre 2015 (Arrêté)                           | 1er janvier 2016                        |
| Longuenée-en-Anjou              | La Meignanne                                                              | commune nouvelle (avec communes déléguées) | 23 novembre 2015 (Arrêté)                           | 1er janvier 2016                        |
| Longuenée-en-Anjou              | Le Plessis-Macé                                                           | commune nouvelle (avec communes déléguées) | 23 novembre 2015 (Arrêté)                           | 1er janvier 2016                        |
| Longuenée-en-Anjou              | Pruillé                                                                   | commune nouvelle (avec communes déléguées) | 23 novembre 2015 (Arrêté)                           | 1er janvier 2016                        |
| Orée d'Anjou                    | Champtoceaux                                                              | commune nouvelle (avec communes déléguées) | 23 novembre 2015 (Arrêté)                           | 15 décembre 2015                        |
| Orée d'Anjou                    | Bouzillé                                                                  | commune nouvelle (avec communes déléguées) | 23 novembre 2015 (Arrêté)                           | 15 décembre 2015                        |
| Orée d'Anjou                    | Drain                                                                     | commune nouvelle (avec communes déléguées) | 23 novembre 2015 (Arrêté)                           | 15 décembre 2015                        |
| Orée d'Anjou                    | Landemont                                                                 | commune nouvelle (avec communes déléguées) | 23 novembre 2015 (Arrêté)                           | 15 décembre 2015                        |
| Orée d'Anjou                    | Liré                                                                      | commune nouvelle (avec communes déléguées) | 23 novembre 2015 (Arrêté)                           | 15 décembre 2015                        |
| Orée d'Anjou                    | Saint-Christophe-la-Couperie                                              | commune nouvelle (avec communes déléguées) | 23 novembre 2015 (Arrêté)                           | 15 décembre 2015                        |
| Orée d'Anjou                    | Saint-Laurent-des-Autels                                                  | commune nouvelle (avec communes déléguées) | 23 novembre 2015 (Arrêté)                           | 15 décembre 2015                        |
| Orée d'Anjou                    | Saint-Sauveur-de-Landemont                                                | commune nouvelle (avec communes déléguées) | 23 novembre 2015 (Arrêté)                           | 15 décembre 2015                        |
| Orée d'Anjou                    | La Varenne                                                                | commune nouvelle (avec communes déléguées) | 23 novembre 2015 (Arrêté)                           | 15 décembre 2015                        |
| Val-du-Layon                    | Saint-Lambert-du-Lattay                                                   | commune nouvelle (avec communes déléguées) | 16 novembre 2015 (Arrêté)                           | 31 décembre 2015                        |
| Val-du-Layon                    | Saint-Aubin-de-Luigné                                                     | commune nouvelle (avec communes déléguées) | 16 novembre 2015 (Arrêté)                           | 31 décembre 2015                        |
| Bellevigne-en-Layon             | Thouarcé                                                                  | commune nouvelle (avec communes déléguées) | 2 novembre 2015 (Arrêté)                            | 1er janvier 2016                        |
| Bellevigne-en-Layon             | Champ-sur-Layon                                                           | commune nouvelle (avec communes déléguées) | 2 novembre 2015 (Arrêté)                            | 1er janvier 2016                        |
| Bellevigne-en-Layon             | Faveraye-Mâchelles                                                        | commune nouvelle (avec communes déléguées) | 2 novembre 2015 (Arrêté)                            | 1er janvier 2016                        |
| Bellevigne-en-Layon             | Faye-d'Anjou                                                              | commune nouvelle (avec communes déléguées) | 2 novembre 2015 (Arrêté)                            | 1er janvier 2016                        |
| Bellevigne-en-Layon             | Rablay-sur-Layon                                                          | commune nouvelle (avec communes déléguées) | 2 novembre 2015 (Arrêté)                            | 1er janvier 2016                        |
| Morannes-sur-Sarthe             | Morannes                                                                  | commune nouvelle (avec commune déléguée) | 2 novembre 2015 (Arrêté)                            | 1er janvier 2016                        |
| Morannes-sur-Sarthe             | Chemiré-sur-Sarthe                                                        | commune nouvelle (avec commune déléguée) | 2 novembre 2015 (Arrêté)                            | 1er janvier 2016                        |
| Gennes-Val de Loire             | Gennes                                                                    | commune nouvelle (avec communes déléguées) | 5 octobre 2015 (Arrêté)                             | 1er janvier 2016                        |
| Gennes-Val de Loire             | Chênehutte-Trèves-Cunault                                                 | commune nouvelle (avec communes déléguées) | 5 octobre 2015 (Arrêté)                             | 1er janvier 2016                        |
| Gennes-Val de Loire             | Grézillé                                                                  | commune nouvelle (avec communes déléguées) | 5 octobre 2015 (Arrêté)                             | 1er janvier 2016                        |
| Gennes-Val de Loire             | Saint-Georges-des-Sept-Voies                                              | commune nouvelle (avec communes déléguées) | 5 octobre 2015 (Arrêté)                             | 1er janvier 2016                        |
| Gennes-Val de Loire             | Le Thoureil                                                               | commune nouvelle (avec communes déléguées) | 5 octobre 2015 (Arrêté)                             | 1er janvier 2016                        |
| Lys-Haut-Layon                  | Vihiers                                                                   | commune nouvelle (avec 9 communes déléguées : les 2 communes de Saint-Hilaire-du-Bois et Le Voide associées à Vihiers depuis 1972 deviennent aussi communes déléguées) | 5 octobre 2015 (Arrêté) 18 décembre 2015 (Arrêté)   | 1er janvier 2016                        |
| Lys-Haut-Layon                  | Les Cerqueux-sous-Passavant                                               | commune nouvelle (avec 9 communes déléguées : les 2 communes de Saint-Hilaire-du-Bois et Le Voide associées à Vihiers depuis 1972 deviennent aussi communes déléguées) | 5 octobre 2015 (Arrêté) 18 décembre 2015 (Arrêté)   | 1er janvier 2016                        |
| Lys-Haut-Layon                  | La Fosse-de-Tigné                                                         | commune nouvelle (avec 9 communes déléguées : les 2 communes de Saint-Hilaire-du-Bois et Le Voide associées à Vihiers depuis 1972 deviennent aussi communes déléguées) | 5 octobre 2015 (Arrêté) 18 décembre 2015 (Arrêté)   | 1er janvier 2016                        |
| Lys-Haut-Layon                  | Nueil-sur-Layon                                                           | commune nouvelle (avec 9 communes déléguées : les 2 communes de Saint-Hilaire-du-Bois et Le Voide associées à Vihiers depuis 1972 deviennent aussi communes déléguées) | 5 octobre 2015 (Arrêté) 18 décembre 2015 (Arrêté)   | 1er janvier 2016                        |
| Lys-Haut-Layon                  | Tancoigné                                                                 | commune nouvelle (avec 9 communes déléguées : les 2 communes de Saint-Hilaire-du-Bois et Le Voide associées à Vihiers depuis 1972 deviennent aussi communes déléguées) | 5 octobre 2015 (Arrêté) 18 décembre 2015 (Arrêté)   | 1er janvier 2016                        |
| Lys-Haut-Layon                  | Tigné                                                                     | commune nouvelle (avec 9 communes déléguées : les 2 communes de Saint-Hilaire-du-Bois et Le Voide associées à Vihiers depuis 1972 deviennent aussi communes déléguées) | 5 octobre 2015 (Arrêté) 18 décembre 2015 (Arrêté)   | 1er janvier 2016                        |
| Lys-Haut-Layon                  | Trémont                                                                   | commune nouvelle (avec 9 communes déléguées : les 2 communes de Saint-Hilaire-du-Bois et Le Voide associées à Vihiers depuis 1972 deviennent aussi communes déléguées) | 5 octobre 2015 (Arrêté) 18 décembre 2015 (Arrêté)   | 1er janvier 2016                        |
| Mauges-sur-Loire                | La Pommeraye                                                              | commune nouvelle (avec communes déléguées) | 5 octobre 2015 (Arrêté)                             | 15 décembre 2015                        |
| Mauges-sur-Loire                | Beausse                                                                   | commune nouvelle (avec communes déléguées) | 5 octobre 2015 (Arrêté)                             | 15 décembre 2015                        |
| Mauges-sur-Loire                | Botz-en-Mauges                                                            | commune nouvelle (avec communes déléguées) | 5 octobre 2015 (Arrêté)                             | 15 décembre 2015                        |
| Mauges-sur-Loire                | Bourgneuf-en-Mauges                                                       | commune nouvelle (avec communes déléguées) | 5 octobre 2015 (Arrêté)                             | 15 décembre 2015                        |
| Mauges-sur-Loire                | La Chapelle-Saint-Florent                                                 | commune nouvelle (avec communes déléguées) | 5 octobre 2015 (Arrêté)                             | 15 décembre 2015                        |
| Mauges-sur-Loire                | Le Marillais                                                              | commune nouvelle (avec communes déléguées) | 5 octobre 2015 (Arrêté)                             | 15 décembre 2015                        |
| Mauges-sur-Loire                | Le Mesnil-en-Vallée                                                       | commune nouvelle (avec communes déléguées) | 5 octobre 2015 (Arrêté)                             | 15 décembre 2015                        |
| Mauges-sur-Loire                | Montjean-sur-Loire                                                        | commune nouvelle (avec communes déléguées) | 5 octobre 2015 (Arrêté)                             | 15 décembre 2015                        |
| Mauges-sur-Loire                | Saint-Florent-le-Vieil                                                    | commune nouvelle (avec communes déléguées) | 5 octobre 2015 (Arrêté)                             | 15 décembre 2015                        |
| Mauges-sur-Loire                | Saint-Laurent-de-la-Plaine                                                | commune nouvelle (avec communes déléguées) | 5 octobre 2015 (Arrêté)                             | 15 décembre 2015                        |
| Mauges-sur-Loire                | Saint-Laurent-du-Mottay                                                   | commune nouvelle (avec communes déléguées) | 5 octobre 2015 (Arrêté)                             | 15 décembre 2015                        |
| Montrevault-sur-Èvre            | Montrevault                                                               | commune nouvelle (avec communes déléguées) | 5 octobre 2015 (Arrêté)                             | 15 décembre 2015                        |
| Montrevault-sur-Èvre            | La Boissière-sur-Èvre                                                     | commune nouvelle (avec communes déléguées) | 5 octobre 2015 (Arrêté)                             | 15 décembre 2015                        |
| Montrevault-sur-Èvre            | Chaudron-en-Mauges                                                        | commune nouvelle (avec communes déléguées) | 5 octobre 2015 (Arrêté)                             | 15 décembre 2015                        |
| Montrevault-sur-Èvre            | La Chaussaire                                                             | commune nouvelle (avec communes déléguées) | 5 octobre 2015 (Arrêté)                             | 15 décembre 2015                        |
| Montrevault-sur-Èvre            | Le Fief-Sauvin                                                            | commune nouvelle (avec communes déléguées) | 5 octobre 2015 (Arrêté)                             | 15 décembre 2015                        |
| Montrevault-sur-Èvre            | Le Fuilet                                                                 | commune nouvelle (avec communes déléguées) | 5 octobre 2015 (Arrêté)                             | 15 décembre 2015                        |
| Montrevault-sur-Èvre            | Le Puiset-Doré                                                            | commune nouvelle (avec communes déléguées) | 5 octobre 2015 (Arrêté)                             | 15 décembre 2015                        |
| Montrevault-sur-Èvre            | Saint-Pierre-Montlimart                                                   | commune nouvelle (avec communes déléguées) | 5 octobre 2015 (Arrêté)                             | 15 décembre 2015                        |
| Montrevault-sur-Èvre            | Saint-Quentin-en-Mauges                                                   | commune nouvelle (avec communes déléguées) | 5 octobre 2015 (Arrêté)                             | 15 décembre 2015                        |
| Montrevault-sur-Èvre            | Saint-Rémy-en-Mauges                                                      | commune nouvelle (avec communes déléguées) | 5 octobre 2015 (Arrêté)                             | 15 décembre 2015                        |
| Montrevault-sur-Èvre            | La Salle-et-Chapelle-Aubry                                                | commune nouvelle (avec communes déléguées) | 5 octobre 2015 (Arrêté)                             | 15 décembre 2015                        |
| Sèvremoine                      | Saint-Macaire-en-Mauges                                                   | commune nouvelle (avec communes déléguées) | 5 octobre 2015 (Arrêté)                             | 15 décembre 2015                        |
| Sèvremoine                      | Le Longeron                                                               | commune nouvelle (avec communes déléguées) | 5 octobre 2015 (Arrêté)                             | 15 décembre 2015                        |
| Sèvremoine                      | Montfaucon-Montigné                                                       | commune nouvelle (avec communes déléguées) | 5 octobre 2015 (Arrêté)                             | 15 décembre 2015                        |
| Sèvremoine                      | La Renaudière                                                             | commune nouvelle (avec communes déléguées) | 5 octobre 2015 (Arrêté)                             | 15 décembre 2015                        |
| Sèvremoine                      | Roussay                                                                   | commune nouvelle (avec communes déléguées) | 5 octobre 2015 (Arrêté)                             | 15 décembre 2015                        |
| Sèvremoine                      | Saint-André-de-la-Marche                                                  | commune nouvelle (avec communes déléguées) | 5 octobre 2015 (Arrêté)                             | 15 décembre 2015                        |
| Sèvremoine                      | Saint-Crespin-sur-Moine                                                   | commune nouvelle (avec communes déléguées) | 5 octobre 2015 (Arrêté)                             | 15 décembre 2015                        |
| Sèvremoine                      | Saint-Germain-sur-Moine                                                   | commune nouvelle (avec communes déléguées) | 5 octobre 2015 (Arrêté)                             | 15 décembre 2015                        |
| Sèvremoine                      | Tillières                                                                 | commune nouvelle (avec communes déléguées) | 5 octobre 2015 (Arrêté)                             | 15 décembre 2015                        |
| Sèvremoine                      | Torfou                                                                    | commune nouvelle (avec communes déléguées) | 5 octobre 2015 (Arrêté)                             | 15 décembre 2015                        |
| Beaupréau-en-Mauges             | Beaupréau                                                                 | commune nouvelle (avec communes déléguées) | 24 septembre 2015 (Arrêté)                          | 15 décembre 2015                        |
| Beaupréau-en-Mauges             | Andrezé                                                                   | commune nouvelle (avec communes déléguées) | 24 septembre 2015 (Arrêté)                          | 15 décembre 2015                        |
| Beaupréau-en-Mauges             | La Chapelle-du-Genêt                                                      | commune nouvelle (avec communes déléguées) | 24 septembre 2015 (Arrêté)                          | 15 décembre 2015                        |
| Beaupréau-en-Mauges             | Gesté                                                                     | commune nouvelle (avec communes déléguées) | 24 septembre 2015 (Arrêté)                          | 15 décembre 2015                        |
| Beaupréau-en-Mauges             | Jallais                                                                   | commune nouvelle (avec communes déléguées) | 24 septembre 2015 (Arrêté)                          | 15 décembre 2015                        |
| Beaupréau-en-Mauges             | La Jubaudière                                                             | commune nouvelle (avec communes déléguées) | 24 septembre 2015 (Arrêté)                          | 15 décembre 2015                        |
| Beaupréau-en-Mauges             | Le Pin-en-Mauges                                                          | commune nouvelle (avec communes déléguées) | 24 septembre 2015 (Arrêté)                          | 15 décembre 2015                        |
| Beaupréau-en-Mauges             | La Poitevinière                                                           | commune nouvelle (avec communes déléguées) | 24 septembre 2015 (Arrêté)                          | 15 décembre 2015                        |
| Beaupréau-en-Mauges             | Saint-Philbert-en-Mauges                                                  | commune nouvelle (avec communes déléguées) | 24 septembre 2015 (Arrêté)                          | 15 décembre 2015                        |
| Beaupréau-en-Mauges             | Villedieu-la-Blouère                                                      | commune nouvelle (avec communes déléguées) | 24 septembre 2015 (Arrêté)                          | 15 décembre 2015                        |
| Chemillé-en-Anjou               | Chemillé-Melay                                                            | commune nouvelle (avec 13 communes déléguées : ces 12 communes-là ainsi que celle de Melay)                                                                            | 24 septembre 2015 (Arrêté)                          | 1er janvier 2016                        |
| Chemillé-en-Anjou               | Chanzeaux                                                                 | commune nouvelle (avec 13 communes déléguées : ces 12 communes-là ainsi que celle de Melay)                                                                            | 24 septembre 2015 (Arrêté)                          | 1er janvier 2016                        |
| Chemillé-en-Anjou               | La Chapelle-Rousselin                                                     | commune nouvelle (avec 13 communes déléguées : ces 12 communes-là ainsi que celle de Melay)                                                                            | 24 septembre 2015 (Arrêté)                          | 1er janvier 2016                        |
| Chemillé-en-Anjou               | Cossé-d'Anjou                                                             | commune nouvelle (avec 13 communes déléguées : ces 12 communes-là ainsi que celle de Melay)                                                                            | 24 septembre 2015 (Arrêté)                          | 1er janvier 2016                        |
| Chemillé-en-Anjou               | La Jumellière                                                             | commune nouvelle (avec 13 communes déléguées : ces 12 communes-là ainsi que celle de Melay)                                                                            | 24 septembre 2015 (Arrêté)                          | 1er janvier 2016                        |
| Chemillé-en-Anjou               | Neuvy-en-Mauges                                                           | commune nouvelle (avec 13 communes déléguées : ces 12 communes-là ainsi que celle de Melay)                                                                            | 24 septembre 2015 (Arrêté)                          | 1er janvier 2016                        |
| Chemillé-en-Anjou               | Saint-Georges-des-Gardes                                                  | commune nouvelle (avec 13 communes déléguées : ces 12 communes-là ainsi que celle de Melay)                                                                            | 24 septembre 2015 (Arrêté)                          | 1er janvier 2016                        |
| Chemillé-en-Anjou               | Saint-Lézin                                                               | commune nouvelle (avec 13 communes déléguées : ces 12 communes-là ainsi que celle de Melay)                                                                            | 24 septembre 2015 (Arrêté)                          | 1er janvier 2016                        |
| Chemillé-en-Anjou               | Sainte-Christine                                                          | commune nouvelle (avec 13 communes déléguées : ces 12 communes-là ainsi que celle de Melay)                                                                            | 24 septembre 2015 (Arrêté)                          | 1er janvier 2016                        |
| Chemillé-en-Anjou               | La Salle-de-Vihiers                                                       | commune nouvelle (avec 13 communes déléguées : ces 12 communes-là ainsi que celle de Melay)                                                                            | 24 septembre 2015 (Arrêté)                          | 1er janvier 2016                        |
| Chemillé-en-Anjou               | La Tourlandry                                                             | commune nouvelle (avec 13 communes déléguées : ces 12 communes-là ainsi que celle de Melay)                                                                            | 24 septembre 2015 (Arrêté)                          | 1er janvier 2016                        |
| Chemillé-en-Anjou               | Valanjou                                                                  | commune nouvelle (avec 13 communes déléguées : ces 12 communes-là ainsi que celle de Melay)                                                                            | 24 septembre 2015 (Arrêté)                          | 1er janvier 2016                        |
| Les Bois d'Anjou                | Fontaine-Guérin                                                           | commune nouvelle (avec communes déléguées) | 12 août 2015 (Arrêté)                               | 1er janvier 2016                        |
| Les Bois d'Anjou                | Brion                                                                     | commune nouvelle (avec communes déléguées) | 12 août 2015 (Arrêté)                               | 1er janvier 2016                        |
| Les Bois d'Anjou                | Saint-Georges-du-Bois                                                     | commune nouvelle (avec communes déléguées) | 12 août 2015 (Arrêté)                               | 1er janvier 2016                        |
| Le Lion-d'Angers                | Le Lion-d'Angers                                                          | commune nouvelle (avec 1 commune déléguée : Andigné) | 12 août 2015 (Arrêté)                               | 1er janvier 2016                        |
| Le Lion-d'Angers                | Andigné                                                                   | commune nouvelle (avec 1 commune déléguée : Andigné) | 12 août 2015 (Arrêté)                               | 1er janvier 2016                        |
| Baugé-en-Anjou                  | Baugé-en-Anjou                                                            | commune nouvelle (avec 15 communes déléguées : ces 10 communes-là, ainsi que Montpollin, Pontigné, Saint-Martin-d'Arcé, Le Vieil-Baugé et Vaulandry)                   | 10 juillet 2015 (Arrêté)                            | 1er janvier 2016                        |
| Baugé-en-Anjou                  | Bocé                                                                      | commune nouvelle (avec 15 communes déléguées : ces 10 communes-là, ainsi que Montpollin, Pontigné, Saint-Martin-d'Arcé, Le Vieil-Baugé et Vaulandry)                   | 10 juillet 2015 (Arrêté)                            | 1er janvier 2016                        |
| Baugé-en-Anjou                  | Chartrené                                                                 | commune nouvelle (avec 15 communes déléguées : ces 10 communes-là, ainsi que Montpollin, Pontigné, Saint-Martin-d'Arcé, Le Vieil-Baugé et Vaulandry)                   | 10 juillet 2015 (Arrêté)                            | 1er janvier 2016                        |
| Baugé-en-Anjou                  | Cheviré-le-Rouge                                                          | commune nouvelle (avec 15 communes déléguées : ces 10 communes-là, ainsi que Montpollin, Pontigné, Saint-Martin-d'Arcé, Le Vieil-Baugé et Vaulandry)                   | 10 juillet 2015 (Arrêté)                            | 1er janvier 2016                        |
| Baugé-en-Anjou                  | Clefs-Val d'Anjou                                                         | commune nouvelle (avec 15 communes déléguées : ces 10 communes-là, ainsi que Montpollin, Pontigné, Saint-Martin-d'Arcé, Le Vieil-Baugé et Vaulandry)                   | 10 juillet 2015 (Arrêté)                            | 1er janvier 2016                        |
| Baugé-en-Anjou                  | Cuon                                                                      | commune nouvelle (avec 15 communes déléguées : ces 10 communes-là, ainsi que Montpollin, Pontigné, Saint-Martin-d'Arcé, Le Vieil-Baugé et Vaulandry)                   | 10 juillet 2015 (Arrêté)                            | 1er janvier 2016                        |
| Baugé-en-Anjou                  | Échemiré                                                                  | commune nouvelle (avec 15 communes déléguées : ces 10 communes-là, ainsi que Montpollin, Pontigné, Saint-Martin-d'Arcé, Le Vieil-Baugé et Vaulandry)                   | 10 juillet 2015 (Arrêté)                            | 1er janvier 2016                        |
| Baugé-en-Anjou                  | Fougeré                                                                   | commune nouvelle (avec 15 communes déléguées : ces 10 communes-là, ainsi que Montpollin, Pontigné, Saint-Martin-d'Arcé, Le Vieil-Baugé et Vaulandry)                   | 10 juillet 2015 (Arrêté)                            | 1er janvier 2016                        |
| Baugé-en-Anjou                  | Le Guédeniau                                                              | commune nouvelle (avec 15 communes déléguées : ces 10 communes-là, ainsi que Montpollin, Pontigné, Saint-Martin-d'Arcé, Le Vieil-Baugé et Vaulandry)                   | 10 juillet 2015 (Arrêté)                            | 1er janvier 2016                        |
| Baugé-en-Anjou                  | Saint-Quentin-lès-Beaurepaire                                             | commune nouvelle (avec 15 communes déléguées : ces 10 communes-là, ainsi que Montpollin, Pontigné, Saint-Martin-d'Arcé, Le Vieil-Baugé et Vaulandry)                   | 10 juillet 2015 (Arrêté)                            | 1er janvier 2016                        |
| Clefs-Val d'Anjou               | Clefs                                                                     | commune nouvelle (avec communes déléguées) | 19 novembre 2012 (Arrêté)                           | 1er janvier 2013                        |
| Clefs-Val d'Anjou               | Vaulandry                                                                 | commune nouvelle (avec communes déléguées) | 19 novembre 2012 (Arrêté)                           | 1er janvier 2013                        |
| Chemillé-Melay                  | Chemillé                                                                  | commune nouvelle (avec communes déléguées) | 12 novembre 2012 (Arrêté)                           | 1er janvier 2013                        |
| Chemillé-Melay                  | Melay                                                                     | commune nouvelle (avec communes déléguées) | 12 novembre 2012 (Arrêté)                           | 1er janvier 2013                        |
| Baugé-en-Anjou                  | Baugé                                                                     | commune nouvelle (avec communes déléguées) | 30 mars 2012 (Arrêté)                               | 1er janvier 2013                        |
| Baugé-en-Anjou                  | Montpollin                                                                | commune nouvelle (avec communes déléguées) | 30 mars 2012 (Arrêté)                               | 1er janvier 2013                        |
| Baugé-en-Anjou                  | Pontigné                                                                  | commune nouvelle (avec communes déléguées) | 30 mars 2012 (Arrêté)                               | 1er janvier 2013                        |
| Baugé-en-Anjou                  | Saint-Martin-d'Arcé                                                       | commune nouvelle (avec communes déléguées) | 30 mars 2012 (Arrêté)                               | 1er janvier 2013                        |
| Baugé-en-Anjou                  | Le Vieil-Baugé                                                            | commune nouvelle (avec communes déléguées) | 30 mars 2012 (Arrêté)                               | 1er janvier 2013                        |
| Montfaucon-Montigné             | Montfaucon                                                                | fusion simple | 28 février 2000 (Arrêté)                            | 29 février 2000                         |
| Montfaucon-Montigné             | Montigné-sur-Moine                                                        | fusion simple | 28 février 2000 (Arrêté)                            | 29 février 2000                         |
| Blaison-Gohier                  | Blaison                                                                   | fusion association (fusion simple depuis le 1-12-1982) | 28 février 1974 (Arrêté)                            | 1er mars 1974                           |
| Blaison-Gohier                  | Gohier                                                                    | fusion association (fusion simple depuis le 1-12-1982) | 28 février 1974 (Arrêté)                            | 1er mars 1974                           |
| Vihiers                         | Vihiers                                                                   | fusion association (jusqu'au 1-1-2016) | 21 décembre 1973 (Arrêté)                           | 1er janvier 1974                        |
| Vihiers                         | Saint-Hilaire-du-Bois                                                     | fusion association (jusqu'au 1-1-2016) | 21 décembre 1973 (Arrêté)                           | 1er janvier 1974                        |
| Vihiers                         | Le Voide                                                                  | fusion association (jusqu'au 1-1-2016) | 21 décembre 1973 (Arrêté)                           | 1er janvier 1974                        |
| Valanjou                        | Gonnord                                                                   | fusion simple | 22 octobre 1973 (Arrêté)                            | 1er janvier 1974                        |
| Valanjou                        | Joué-Étiau                                                                | fusion simple | 22 octobre 1973 (Arrêté)                            | 1er janvier 1974                        |
| Cholet                          | Cholet                                                                    | fusion association | 26 juillet 1973 (Décret) 18 août 1973 (Décret)      | 1er septembre 1973                      |
| Cholet                          | Le Puy-Saint-Bonnet (département des Deux-Sèvres)                         | fusion association | 26 juillet 1973 (Décret) 18 août 1973 (Décret)      | 1er septembre 1973                      |
| Chênehutte-Trèves-Cunault       | Chênehutte-les-Tuffeaux                                                   | fusion association (jusqu'au 1-1-2016) | 25 juin 1973 (Arrêté)                               | 1er janvier 1974                        |
| Chênehutte-Trèves-Cunault       | Trèves-Cunault                                                            | fusion association (jusqu'au 1-1-2016) | 25 juin 1973 (Arrêté)                               | 1er janvier 1974                        |
| Saumur                          | Saumur                                                                    | fusion association (avec 4 communes déléguées depuis le 1-4-2014) | 30 janvier 1973 (Arrêté)                            | 1er février 1973                        |
| Saumur                          | Bagneux                                                                   | fusion association (avec 4 communes déléguées depuis le 1-4-2014) | 30 janvier 1973 (Arrêté)                            | 1er février 1973                        |
| Saumur                          | Dampierre-sur-Loire                                                       | fusion association (avec 4 communes déléguées depuis le 1-4-2014) | 30 janvier 1973 (Arrêté)                            | 1er février 1973                        |
| Saumur                          | Saint-Hilaire-Saint-Florent                                               | fusion association (avec 4 communes déléguées depuis le 1-4-2014) | 30 janvier 1973 (Arrêté)                            | 1er février 1973                        |
| Saumur                          | Saint-Lambert-des-Levées                                                  | fusion association (avec 4 communes déléguées depuis le 1-4-2014) | 30 janvier 1973 (Arrêté)                            | 1er février 1973                        |
| Montreuil-Juigné                | Montreuil-Belfroy                                                         | fusion association (fusion simple depuis le 1-7-1977) | 24 janvier 1973 (Arrêté)                            | 1er février 1973                        |
| Montreuil-Juigné                | Juigné-Béné                                                               | fusion association (fusion simple depuis le 1-7-1977) | 24 janvier 1973 (Arrêté)                            | 1er février 1973                        |
| Longué-Jumelles                 | Longué                                                                    | fusion association | 29 décembre 1972 (Arrêté)                           | 1er janvier 1973                        |
| Longué-Jumelles                 | Jumelles                                                                  | fusion association | 29 décembre 1972 (Arrêté)                           | 1er janvier 1973                        |
| Saint-Georges-des-Gardes        | Saint-Georges-du-Puy-de-la-Garde                                          | fusion association (jusqu'au 15-12-2015) | 28 décembre 1972 (Arrêté)                           | 1er janvier 1973                        |
| Saint-Georges-des-Gardes        | Les Gardes                                                                | fusion association (jusqu'au 15-12-2015) | 28 décembre 1972 (Arrêté)                           | 1er janvier 1973                        |
| Charcé-Saint-Ellier-sur-Aubance | Charcé                                                                    | fusion simple | 24 novembre 1972 (Arrêté)                           | 1er janvier 1973                        |
| Charcé-Saint-Ellier-sur-Aubance | Saint-Ellier                                                              | fusion simple | 24 novembre 1972 (Arrêté)                           | 1er janvier 1973                        |
| Montreuil-Bellay                | Montreuil-Bellay                                                          | fusion | 9 novembre 1967 (Arrêté)                            | 1er janvier 1968                        |
| Montreuil-Bellay                | Méron                                                                     | fusion | 9 novembre 1967 (Arrêté)                            | 1er janvier 1968                        |
| Doué-la-Fontaine                | Doué-la-Fontaine                                                          | fusion | 31 juillet 1964 (Arrêté)                            | 1er octobre 1964                        |
| Doué-la-Fontaine                | Douces                                                                    | fusion | 31 juillet 1964 (Arrêté)                            | 1er octobre 1964                        |
| Doué-la-Fontaine                | Soulanger                                                                 | fusion | 31 juillet 1964 (Arrêté)                            | 1er octobre 1964                        |
| Brissac-Quincé                  | Brissac                                                                   | fusion | 11 mai 1964 (Arrêté)                                | 1er juin 1964                           |
| Brissac-Quincé                  | Quincé                                                                    | fusion | 11 mai 1964 (Arrêté)                                | 1er juin 1964                           |
| Rou-Marson                      | Rou                                                                       | fusion | 8 mars 1846 (Ordonnance)                            | 8 mars 1846 (Ordonnance)                |
| Rou-Marson                      | Riou-Marson                                                               | fusion | 8 mars 1846 (Ordonnance)                            | 8 mars 1846 (Ordonnance)                |
| Allonnes                        | Allonnes                                                                  | fusion | 18 juin 1842 (Ordonnance)                           | 18 juin 1842 (Ordonnance)               |
| Allonnes                        | Russé                                                                     | fusion | 18 juin 1842 (Ordonnance)                           | 18 juin 1842 (Ordonnance)               |
| Louresse-Rochemenier            | Louresse                                                                  | fusion | 4 juin 1842 (Loi)                                   | 4 juin 1842 (Loi)                       |
| Louresse-Rochemenier            | Rochemenier                                                               | fusion | 4 juin 1842 (Loi)                                   | 4 juin 1842 (Loi)                       |
| Montreuil-Bellay                | Montreuil-Bellay                                                          | fusion | 16 août 1841 (Ordonnance)                           | 16 août 1841 (Ordonnance)               |
| Montreuil-Bellay                | Saint-Hilaire-le-Doyen                                                    | fusion | 16 août 1841 (Ordonnance)                           | 16 août 1841 (Ordonnance)               |
| Doué                            | Doué                                                                      | fusion | 13 juin 1841 (Loi)                                  | 13 juin 1841 (Loi)                      |
| Doué                            | La Chapelle-sous-Doué                                                     | fusion | 13 juin 1841 (Loi)                                  | 13 juin 1841 (Loi)                      |
| Saint-Georges-le-Thoureil       | Saint-Georges-des-Sept-Voies (commune rétablie en 1873)                   | fusion | 15 juillet 1840 (Loi)                               | 15 juillet 1840 (Loi)                   |
| Saint-Georges-le-Thoureil       | Le Thoureil (commune rétablie en 1873)                                    | fusion | 15 juillet 1840 (Loi)                               | 15 juillet 1840 (Loi)                   |
| Saint-Georges-le-Thoureil       | Bessé (avec Le Thoureil en 1873)                                          | fusion | 15 juillet 1840 (Loi)                               | 15 juillet 1840 (Loi)                   |
| Saint-Georges-le-Thoureil       | Saint-Maur (avec Le Thoureil en 1873)                                     | fusion | 15 juillet 1840 (Loi)                               | 15 juillet 1840 (Loi)                   |
| Saint-Georges-le-Thoureil       | Saint-Pierre-en-Vaux                                                      | fusion | 15 juillet 1840 (Loi)                               | 15 juillet 1840 (Loi)                   |
| Trèves-Cunault                  | Trèves                                                                    | fusion | 3 janvier 1839 (Ordonnance)                         | 3 janvier 1839 (Ordonnance)             |
| Trèves-Cunault                  | Cunault                                                                   | fusion | 3 janvier 1839 (Ordonnance)                         | 3 janvier 1839 (Ordonnance)             |
| Échemiré                        | Échemiré                                                                  | fusion | 14 mai 1837 (Ordonnance)                            | 14 mai 1837 (Ordonnance)                |
| Échemiré                        | Rigné                                                                     | fusion | 14 mai 1837 (Ordonnance)                            | 14 mai 1837 (Ordonnance)                |
| Nyoiseau                        | Nyoiseau                                                                  | fusion | 12 juin 1833 (Ordonnance)                           | 12 juin 1833 (Ordonnance)               |
| Nyoiseau                        | Saint-Aubin-du-Pavoil (une partie)                                        | fusion | 12 juin 1833 (Ordonnance)                           | 12 juin 1833 (Ordonnance)               |
| Segré                           | Segré                                                                     | fusion | 12 juin 1833 (Ordonnance)                           | 12 juin 1833 (Ordonnance)               |
| Segré                           | Saint-Aubin-du-Pavoil (une partie)                                        | fusion | 12 juin 1833 (Ordonnance)                           | 12 juin 1833 (Ordonnance)               |
| Distré                          | Distré                                                                    | fusion | 13 novembre 1818 (Ordonnance),                      | 13 novembre 1818 (Ordonnance),          |
| Distré                          | Chétigné                                                                  | fusion | 13 novembre 1818 (Ordonnance),                      | 13 novembre 1818 (Ordonnance),          |
| Les Verchers                    | La Lande-de-Verché                                                        | fusion | 4 novembre 1818 (Ordonnance)                        | 4 novembre 1818 (Ordonnance)            |
| Les Verchers                    | Saint-Just                                                                | fusion | 4 novembre 1818 (Ordonnance)                        | 4 novembre 1818 (Ordonnance)            |
| Les Verchers                    | Saint-Pierre                                                              | fusion | 4 novembre 1818 (Ordonnance)                        | 4 novembre 1818 (Ordonnance)            |
| Maulévrier                      | Maulévrier                                                                | fusion | 21 novembre 1808 (Loi)                              | 21 novembre 1808 (Loi)                  |
| Maulévrier                      | Saint-Hilaire-des-Échaubrognes (une partie) (département des Deux-Sèvres) | fusion | 21 novembre 1808 (Loi)                              | 21 novembre 1808 (Loi)                  |
| Notre-Dame-de-Landemont         | Notre-Dame-de-Landemont                                                   | fusion | 30 septembre 1808 (Arrêté)                          | 30 septembre 1808 (Arrêté)              |
| Notre-Dame-de-Landemont         | Saint-Sauveur-de-Landemont                                                | fusion | 30 septembre 1808 (Arrêté)                          | 30 septembre 1808 (Arrêté)              |
| Grugé-l'Hôpital                 | Grugé                                                                     | fusion | 2 janvier 1808 (Arrêté),                            | 2 janvier 1808 (Arrêté),                |
| Grugé-l'Hôpital                 | L'Hôpital-Saint-Gilles                                                    | fusion | 2 janvier 1808 (Arrêté),                            | 2 janvier 1808 (Arrêté),                |
| Gennes                          | Gennes                                                                    | fusion | 24 janvier 1798 (Loi),(5 pluviôse an 6)             | 24 janvier 1798 (Loi),(5 pluviôse an 6) |
| Gennes                          | Milly-le-Meugon                                                           | fusion | 24 janvier 1798 (Loi),(5 pluviôse an 6)             | 24 janvier 1798 (Loi),(5 pluviôse an 6) |
| Vaudelenay-Rillé                | Vaudelenay                                                                | fusion | 1797                                                | 1797                                    |
| Vaudelenay-Rillé                | Rillé                                                                     | fusion | 1797                                                | 1797                                    |
| Pouancé                         | Pouancé                                                                   | fusion | 1795-1800                                           | 1795-1800                               |
| Pouancé                         | Saint-Aubin-de-Pouancé                                                    | fusion | 1795-1800                                           | 1795-1800                               |
| Saint-Just-sur-Dive             | Saint-Just-sur-Dive                                                       | fusion | 1795-1800                                           | 1795-1800                               |
| Saint-Just-sur-Dive             | Saint-Hippolyte-sur-Dive                                                  | fusion | 1795-1800                                           | 1795-1800                               |
| Saint-Mathurin                  | Saint-Mathurin                                                            | fusion | 1795-1800                                           | 1795-1800                               |
| Saint-Mathurin                  | La Marsaulais                                                             | fusion | 1795-1800                                           | 1795-1800                               |
| Thouarcé                        | Thouarcé                                                                  | fusion | 1795-1800                                           | 1795-1800                               |
| Thouarcé                        | Le Champ                                                                  | fusion | 1795-1800                                           | 1795-1800                               |
| Angers                          | Angers                                                                    | fusion | 1790-1794                                           | 1790-1794                               |
| Angers                          | Saint-Augustin-lès-Angers                                                 | fusion | 1790-1794                                           | 1790-1794                               |
| Angers                          | Saint-Léonard                                                             | fusion | 1790-1794                                           | 1790-1794                               |
| Angers                          | Saint-Samson                                                              | fusion | 1790-1794                                           | 1790-1794                               |
| Bouchemaine                     | Bouchemaine                                                               | fusion | 1790-1794                                           | 1790-1794                               |
| Bouchemaine                     | Pruniers                                                                  | fusion | 1790-1794                                           | 1790-1794                               |
| Chênehutte-les-Tuffeaux         | Chênehutte                                                                | fusion | 1790-1794                                           | 1790-1794                               |
| Chênehutte-les-Tuffeaux         | Les Tuffeaux                                                              | fusion | 1790-1794                                           | 1790-1794                               |
| Daumeray                        | Daumeray                                                                  | fusion | 1790-1794                                           | 1790-1794                               |
| Daumeray                        | Saint-Germain-sous-Daumeray                                               | fusion | 1790-1794                                           | 1790-1794                               |
| Durtal                          | Durtal                                                                    | fusion | 1790-1794                                           | 1790-1794                               |
| Durtal                          | Gouis                                                                     | fusion | 1790-1794                                           | 1790-1794                               |
| Durtal                          | Saint-Léonard-de-Durtal                                                   | fusion | 1790-1794                                           | 1790-1794                               |
| Le Fief-Sauvin                  | Le Fief-Sauvin                                                            | fusion | 1790-1794                                           | 1790-1794                               |
| Le Fief-Sauvin                  | Villeneuve                                                                | fusion | 1790-1794                                           | 1790-1794                               |
| Le Fuilet                       | Le Fuilet                                                                 | fusion | 1790-1794                                           | 1790-1794                               |
| Le Fuilet                       | La Boissière-Saint-Florent (rétablie entre 1821 et 1826)                  | fusion | 1790-1794                                           | 1790-1794                               |
| L'Hôpital-Saint-Gilles          | L'Hôpital-de-Bouillé                                                      | fusion | 1790-1794                                           | 1790-1794                               |
| L'Hôpital-Saint-Gilles          | Saint-Gilles                                                              | fusion | 1790-1794                                           | 1790-1794                               |
| Joué-Étiau                      | Joué                                                                      | fusion | 1790-1794                                           | 1790-1794                               |
| Joué-Étiau                      | Étiau                                                                     | fusion | 1790-1794                                           | 1790-1794                               |
| La Lande-Chasles                | La Lande-Chasles                                                          | fusion | 1790-1794                                           | 1790-1794                               |
| La Lande-Chasles                | Cellières                                                                 | fusion | 1790-1794                                           | 1790-1794                               |
| Louvaines                       | Louvaines                                                                 | fusion | 1790-1794                                           | 1790-1794                               |
| Louvaines                       | La Jaillette                                                              | fusion | 1790-1794                                           | 1790-1794                               |
| Montjean                        | Montjean                                                                  | fusion | 1790-1794                                           | 1790-1794                               |
| Montjean                        | Châteaupanne                                                              | fusion | 1790-1794                                           | 1790-1794                               |
| Montreuil-Bellay                | Montreuil-Bellay                                                          | fusion | 1790-1794                                           | 1790-1794                               |
| Montreuil-Bellay                | Lenay                                                                     | fusion | 1790-1794                                           | 1790-1794                               |
| Mûrs                            | Mûrs                                                                      | fusion | 1790-1794                                           | 1790-1794                               |
| Mûrs                            | Érigné (une partie)                                                       | fusion | 1790-1794                                           | 1790-1794                               |
| Le Plessis-Grammoire            | Le Plessis-Grammoire                                                      | fusion | 1790-1794                                           | 1790-1794                               |
| Le Plessis-Grammoire            | Foudon                                                                    | fusion | 1790-1794                                           | 1790-1794                               |
| Les Ponts-de-Cé                 | Les Ponts-de-Cé                                                           | fusion | 1790-1794                                           | 1790-1794                               |
| Les Ponts-de-Cé                 | Érigné (une partie)                                                       | fusion | 1790-1794                                           | 1790-1794                               |
| Les Ponts-de-Cé                 | Sorges                                                                    | fusion | 1790-1794                                           | 1790-1794                               |
| Riou-Marson                     | Riou                                                                      | fusion | 1790-1794                                           | 1790-1794                               |
| Riou-Marson                     | Marson                                                                    | fusion | 1790-1794                                           | 1790-1794                               |
| Saint-Clément-de-la-Place       | Saint-Clément-de-la-Place                                                 | fusion | 1790-1794                                           | 1790-1794                               |
| Saint-Clément-de-la-Place       | Saint-Jean-des-Marais                                                     | fusion | 1790-1794                                           | 1790-1794                               |
| Saint-Hilaire-Saint-Florent     | Saint-Hilaire                                                             | fusion | 1790-1794                                           | 1790-1794                               |
| Saint-Hilaire-Saint-Florent     | Saint-Florent                                                             | fusion | 1790-1794                                           | 1790-1794                               |
| Saint-Jean-des-Mauvrets         | Saint-Jean-des-Mauvrets                                                   | fusion | 1790-1794                                           | 1790-1794                               |
| Saint-Jean-des-Mauvrets         | Érigné (une partie)                                                       | fusion | 1790-1794                                           | 1790-1794                               |
| Saint-Léger-des-Bois            | Saint-Léger-des-Bois                                                      | fusion | 1790-1794                                           | 1790-1794                               |
| Saint-Léger-des-Bois            | Les Essarts                                                               | fusion | 1790-1794                                           | 1790-1794                               |
| Saint-Martin-du-Fouilloux       | Saint-Martin-du-Fouilloux                                                 | fusion | 1790-1794                                           | 1790-1794                               |
| Saint-Martin-du-Fouilloux       | Le Petit-Paris                                                            | fusion | 1790-1794                                           | 1790-1794                               |
| Saint-Michel-et-Chanveaux       | Saint-Michel                                                              | fusion | 1790-1794                                           | 1790-1794                               |
| Saint-Michel-et-Chanveaux       | Chanveaux                                                                 | fusion | 1790-1794                                           | 1790-1794                               |
| Savennières                     | Savennières                                                               | fusion | 1790-1794                                           | 1790-1794                               |
| Savennières                     | Épiré                                                                     | fusion | 1790-1794                                           | 1790-1794                               |
| Soulaire-et-Bourg               | Soulaire                                                                  | fusion | 1790-1794                                           | 1790-1794                               |
| Soulaire-et-Bourg               | Bourg                                                                     | fusion | 1790-1794                                           | 1790-1794                               |

## Créations et rétablissements
| Nom de la commune créée                                           | Commune affectée                             | Mode de création            | Date (et nature) de la décision |
| ----------------------------------------------------------------- | -------------------------------------------- | --------------------------- | ------------------------------- |
| La Rue-du-Fresne (alors, dans le département de Loire-Inférieure) | Montrelais (département de Loire-Inférieure) | Démembrement                | 15 décembre 1903 (Loi)          |
| Saint-Georges-des-Sept-Voies                                      | Saint-Georges-le-Thoureil                    | Démembrement et suppression | 28 juin 1873 (Loi)              |
| Le Thoureil                                                       | Saint-Georges-le-Thoureil                    | Démembrement et suppression | 28 juin 1873 (Loi)              |
| Bourgneuf                                                         | La Pommeraye                                 | Démembrement                | 17 mai 1865 (Loi)               |
| Bourgneuf                                                         | Saint-Laurent-de-la-Plaine                   | Démembrement                | 17 mai 1865 (Loi)               |
| Montigné                                                          | Montigné-les-Rairies                         | Démembrement et suppression | 8 février 1865 (Décret)         |
| Les Rairies                                                       | Montigné-les-Rairies                         | Démembrement et suppression | 8 février 1865 (Décret)         |
| Toutlemonde                                                       | Maulévrier                                   | Démembrement                | 17 février 1864 (Loi)           |
| Toutlemonde                                                       | Yzernay                                      | Démembrement                | 17 février 1864 (Loi)           |
| Saint-Léger                                                       | Le May                                       | Démembrement                | 14 décembre 1863 (Décret)       |
| Les Gardes                                                        | Saint-Georges-du-Puy-de-la-Garde             | Démembrement                | 1er juin 1853 (Loi)             |
| Les Gardes                                                        | La Tourlandry                                | Démembrement                | 1er juin 1853 (Loi)             |
| La Possonnière                                                    | Savennières                                  | Démembrement                | 21 mars 1851 (Loi)              |
| Bégrolles                                                         | Le May                                       | Démembrement                | 2 janvier 1850 (Loi)            |
| La Ménitré                                                        | Beaufort-en-Vallée                           | Démembrement                | 21 juillet 1824 (Loi)           |
| La Ménitré                                                        | Les Rosiers                                  | Démembrement                | 21 juillet 1824 (Loi)           |
| La Ménitré                                                        | Saint-Mathurin                               | Démembrement                | 21 juillet 1824 (Loi)           |
| Landemont                                                         | Notre-Dame-de-Landemont                      | Démembrement et suppression | 7 juillet 1824 (Arrêté),        |
| Saint-Sauveur-de-Landemont                                        | Notre-Dame-de-Landemont                      | Démembrement et suppression | 7 juillet 1824 (Arrêté),        |
| La Boissière-Saint-Florent                                        | Le Fuilet                                    | Démembrement                | 1821-1826 ?                     |
| Saint-Sauveur-de-Landemont                                        | Notre-Dame-de-Landemont                      | Démembrement                | 1802                            |
| Montreuil-sur-Loir                                                | Seiches                                      | Démembrement                | 1790 ?                          |
| Noyant                                                            | Brigné                                       | Démembrement                | 1790 ?                          |
| Noyant-la-Gravoyère                                               | Le Bourg-d'Iré                               | Démembrement                | 1790 ?                          |
| Saint-Clément                                                     | Trèves                                       | Démembrement                | 1790 ?                          |
| Saint-Jean-de-la-Croix                                            | Sainte-Gemmes                                | Démembrement                | 1790 ?                          |
| Soulanger                                                         | Doué                                         | Démembrement                | 1790 ?                          |

## Modifications de noms officiels
| Ancien nom                   | Nouveau nom                                                          | Date (et nature) de la décision                                            |
| ---------------------------- | -------------------------------------------------------------------- | -------------------------------------------------------------------------- |
| Le Guédéniau                 | Le Guédeniau                                                         | 8 juillet 2010 (Décret)                                                    |
| Vernoil                      | Vernoil-le-Fourrier                                                  | 7 juillet 2006 (Décret)                                                    |
| Les Cerqueux-de-Maulévrier   | Les Cerqueux                                                         | 7 août 1996 (Décret)                                                       |
| Aubigné-Briand               | Aubigné-sur-Layon                                                    | 8 juin 1994 (Décret)                                                       |
| Les Rosiers                  | Les Rosiers-sur-Loire                                                | 26 mars 1993 (Décret)                                                      |
| Fontevrault-l'Abbaye         | Fontevraud-l'Abbaye                                                  | 1er janvier 1985 (Date d'effet) Commission de révision du nom des communes |
| Saint-Mathurin               | Saint-Mathurin-sur-Loire                                             | 26 décembre 1974 (Décret)                                                  |
| Champteussé                  | Champteussé-sur-Baconne                                              | 2 mars 1962 (Décret)                                                       |
| La Breille                   | La Breille-les-Pins                                                  | 8 mars 1958 (Décret)                                                       |
| Montjean                     | Montjean-sur-Loire                                                   | 23 août 1956 (Décret)                                                      |
| Volandry                     | Vaulandry                                                            | 27 avril 1956 (Décret)                                                     |
| Montigné                     | Montigné-lès-Rairies                                                 | 29 août 1955 (Décret)                                                      |
| Tilliers                     | Tillières                                                            | 8 août 1955 (Décret)                                                       |
| Mûrs                         | Mûrs-Erigné                                                          | 3 août 1953 (Décret)                                                       |
| Vaudelenay                   | Vaudelnay                                                            | 15 juillet 1953 (Décret)                                                   |
| Rablay                       | Rablay-sur-Layon                                                     | 28 août 1939 (Décret)                                                      |
| Saint-Macaire                | Saint-Macaire-en-Mauges                                              | 29 avril 1939 (Décret)                                                     |
| Cossé                        | Cossé-d'Anjou                                                        | 30 novembre 1933 (Décret)                                                  |
| Doué                         | Doué-la-Fontaine                                                     | 11 avril 1933 (Décret)                                                     |
| Meigné                       | Meigné-le-Vicomte                                                    | 30 juillet 1932 (Décret)                                                   |
| Champtocé                    | Champtocé-sur-Loire                                                  | 9 février 1932 (Décret)                                                    |
| Lué                          | Lué-en-Baugeois                                                      | 20 juillet 1931 (Décret)                                                   |
| Souzay                       | Souzay-Champigny                                                     | 26 juin 1930 (Décret)                                                      |
| Mazières                     | Mazières-en-Mauges                                                   | 31 décembre 1929 (Décret)                                                  |
| Saint-Georges-Châtelaison    | Saint-Georges-sur-Layon                                              | 2 février 1929 (Décret)                                                    |
| Cléré                        | Cléré-sur-Layon                                                      | 13 juillet 1928 (Décret)                                                   |
| Fontevrault                  | Fontevrault-l'Abbaye                                                 | 20 janvier 1928 (Décret)                                                   |
| Dampierre                    | Dampierre-sur-Loire                                                  | 6 août 1927 (Décret)                                                       |
| Nueil                        | Nueil-sur-Layon                                                      | 7 juillet 1926 (Décret)                                                    |
| Les Verchers                 | Les Verchers-sur-Layon                                               | 20 novembre 1925 (Décret)                                                  |
| Chaudefonds                  | Chaudefonds-sur-Layon                                                | 13 août 1925 (Décret)                                                      |
| Concourson                   | Concourson-sur-Layon                                                 | 27 juillet 1924 (Décret)                                                   |
| Faye                         | Faye-d'Anjou                                                         | 28 novembre 1923 (Décret)                                                  |
| Chaumont                     | Chaumont-d'Anjou                                                     | 10 février 1923 (Décret)                                                   |
| Vaudelenay-Rillé             | Vaudelenay                                                           | 10 février 1923 (Décret)                                                   |
| Ambillou                     | Ambillou-Château                                                     | 14 février 1922 (Décret)                                                   |
| Bécon                        | Bécon-les-Granits                                                    | 14 février 1922 (Décret)                                                   |
| Le Champ                     | Le Champ-sur-Layon                                                   | 14 février 1922 (Décret)                                                   |
| Faveraye                     | Faveraye-Mâchelles                                                   | 14 février 1922 (Décret)                                                   |
| Parçay                       | Parçay-les-Pins                                                      | 14 février 1922 (Décret)                                                   |
| Passavant                    | Passavant-sur-Layon                                                  | 14 février 1922 (Décret)                                                   |
| Saint-Barthélemy             | Saint-Barthélemy-d'Anjou                                             | 14 février 1922 (Décret)                                                   |
| Saint-Sylvain                | Saint-Sylvain-d'Anjou                                                | 14 février 1922 (Décret)                                                   |
| Artannes                     | Artannes-sur-Thouet                                                  | 10 novembre 1920 (Décret)                                                  |
| Beaufort                     | Beaufort-en-Vallée                                                   | 10 novembre 1920 (Décret)                                                  |
| Beaulieu                     | Beaulieu-sur-Layon                                                   | 10 novembre 1920 (Décret)                                                  |
| Bégrolles                    | Bégrolles-en-Mauges                                                  | 10 novembre 1920 (Décret)                                                  |
| Botz                         | Botz-en-Mauges                                                       | 10 novembre 1920 (Décret)                                                  |
| La Potherie                  | Challain-la-Potherie                                                 | 10 novembre 1920 (Décret)                                                  |
| Chanteloup                   | Chanteloup-les-Bois                                                  | 10 novembre 1920 (Décret)                                                  |
| Cornillé                     | Cornillé-les-Caves                                                   | 10 novembre 1920 (Décret)                                                  |
| La Ferrière                  | La Ferrière-de-Flée                                                  | 10 novembre 1920 (Décret)                                                  |
| La Membrolle                 | La Membrolle-sur-Longuenée                                           | 10 novembre 1920 (Décret)                                                  |
| Le Mesnil                    | Le Mesnil-en-Vallée                                                  | 10 novembre 1920 (Décret)                                                  |
| Mozé                         | Mozé-sur-Louet                                                       | 10 novembre 1920 (Décret)                                                  |
| Pellouailles                 | Pellouailles-les-Vignes                                              | 10 novembre 1920 (Décret)                                                  |
| Saint-Crespin                | Saint-Crespin-sur-Moine                                              | 10 novembre 1920 (Décret)                                                  |
| Saint-Melaine                | Saint-Melaine-sur-Aubance                                            | 10 novembre 1920 (Décret)                                                  |
| Saint-Saturnin               | Saint-Saturnin-sur-Loire                                             | 10 novembre 1920 (Décret)                                                  |
| Sceaux                       | Sceaux-d'Anjou                                                       | 10 novembre 1920 (Décret)                                                  |
| Seiches                      | Seiches-sur-le-Loir                                                  | 10 novembre 1920 (Décret)                                                  |
| Soulaines                    | Soulaines-sur-Aubance                                                | 10 novembre 1920 (Décret)                                                  |
| Thorigné                     | Thorigné-d'Anjou                                                     | 10 novembre 1920 (Décret)                                                  |
| Vern                         | Vern-d'Anjou                                                         | 10 novembre 1920 (Décret)                                                  |
| Villedieu                    | Villedieu-la-Blouère                                                 | 10 novembre 1920 (Décret)                                                  |
| Montigné                     | Montigné-sur-Moine                                                   | 5 février 1914 (Décret)                                                    |
| La Rue-du-Fresne             | Le Fresne-sur-Loire (alors, dans le département de Loire-Inférieure) | 20 janvier 1910 (Décret)                                                   |
| Saint-Germain                | Saint-Germain-sur-Moine                                              | 20 janvier 1910 (Décret)                                                   |
| Chaudron                     | Chaudron-en-Mauges                                                   | 4 septembre 1898 (Décret)                                                  |
| Bourgneuf                    | Bourgneuf-en-Mauges                                                  | 30 janvier 1897 (Décret)                                                   |
| Neuvy                        | Neuvy-en-Mauges                                                      | 3 décembre 1895 (Décret)                                                   |
| Varennes-sous-Montsoreau     | Varennes-sur-Loire                                                   | 1er décembre 1892 (Décret)                                                 |
| Martigné                     | Martigné-Briand                                                      | 1891 ?                                                                     |
| Meigné-sous-Doué             | Meigné                                                               | 1891 ?                                                                     |
| Saint-Léger                  | Saint-Léger-sous-Cholet                                              | 27 août 1888 (Décret)                                                      |
| La Boissière-Saint-Florent   | La Boissière-sur-Èvre                                                | 8 novembre 1883 (Décret)                                                   |
| Noyant                       | Noyant-la-Plaine                                                     | 12 septembre 1883 (Décret)                                                 |
| Le May                       | Le May-sur-Èvre                                                      | 27 juillet 1882 (Décret)                                                   |
| Grugé-l'Hôpital-Saint-Gilles | Grugé-l'Hôpital                                                      | 1851 ?                                                                     |
| Allençon                     | Notre-Dame-d'Allençon                                                | 1836 ?                                                                     |
| Cantenay                     | Cantenay-Épinard                                                     | 1836 ?                                                                     |
| Chalonnes                    | Chalonnes-sous-le-Lude                                               | 1836 ?                                                                     |
| Cizay                        | Cizay-la-Madeleine                                                   | 1831 ?                                                                     |
| Montreuil                    | Montreuil-Bellay                                                     | 1831 ?                                                                     |
| Le Pin                       | Le Pin-en-Mauges                                                     | 1831 ?                                                                     |
| Saint-Clément                | Saint-Clément-des-Levées                                             | 1831 ?                                                                     |
| Milon                        | Fontaine-Milon                                                       | 14 décembre 1828 (Arrêté)                                                  |
| Le Fief-Sauvin-et-Villeneuve | Le Fief-Sauvin                                                       | 1826 ?                                                                     |
| La Fosse                     | La Fosse-de-Tigné                                                    | 1826 ?                                                                     |
| Fontaine                     | Fontaine-Guérin                                                      | 1812                                                                       |

## Modifications de limites communales
Le plus souvent, les modifications des limites communales décidées par arrêtés préfectoraux ne sont pas répertoriées dans le Journal officiel ni dans le Bulletin officiel.
| La commune de ...                                             | ... cède du territoire à la commune de ...             | précisions | Date (et nature) de la décision                     |
| ------------------------------------------------------------- | ------------------------------------------------------ | --- | --------------------------------------------------- |
| Cuon                                                          | La Lande-Chasles                                       | Superficie de 9 ha 26 a 10 ca | 4 avril 2013 (Décret)                               |
| Les Ponts-de-Cé                                               | Trélazé                                                | Superficie de 1 ha 16 a 68 ca | 10 novembre 2006 (Décret)                           |
| Trélazé                                                       | Les Ponts-de-Cé                                        | Superficie de 1 ha 24 a 61 ca | 10 novembre 2006 (Décret)                           |
| Angers                                                        | Sainte-Gemmes-sur-Loire                                | Superficie de 11 a 29 ca | 14 décembre 2005 (Décret)                           |
| Saint-Sylvain-d'Anjou                                         | Pellouailles-les-Vignes                                | 5 habitants | 7 décembre 1988 (Arrêté) 29 septembre 1989 (Arrêté) |
| Cholet                                                        | Saint-Léger-sous-Cholet                                | Superficie de 21 ha 63 a 68 ca | 19 avril 1977 (Décret)                              |
| Saint-Léger-sous-Cholet                                       | Cholet                                                 | Superficie de 26 ha 90 a 20 ca | 19 avril 1977 (Décret)                              |
| Durtal La Chapelle-d'Aligné (département de la Sarthe)        | La Chapelle-d'Aligné (département de la Sarthe) Durtal | | 23 octobre 1974 (Décret)                            |
| Angers Beaucouzé                                              | Beaucouzé Angers                                       | | 10 août 1963 (Arrêté)                               |
| Passavant-sur-Layon                                           | Cléré-sur-Layon                                        | 3 habitants | 23 novembre 1962 (Arrêté) 7 février 1963 (Arrêté)   |
| Le Louroux-Béconnais                                          | La Cornuaille                                          | 67 habitants | 19 février 1959 (Décret)                            |
| Sainte-Gemmes-d'Andigné                                       | Segré                                                  | Lotissement des Mines de fer 71 habitants Superficie de 90 a 30 ca | 6 février 1959 (Arrêté)                             |
| Angers Saint-Barthélemy-d'Anjou                               | Saint-Barthélemy-d'Anjou Angers                        | | 26 juin 1958 (Arrêté)                               |
| Bouillé-Ménard                                                | Bourg-l'Évêque                                         | Superficie de 40 ha 22 a 5 ca | 1er mars 1957 (Arrêté)                              |
| Saint-Saturnin-sur-Loire                                      | Brissac                                                | | 10 janvier 1956 (Décret)                            |
| Angrie                                                        | Candé                                                  | | 19 septembre 1955 (Décret)                          |
| Freigné                                                       | Candé                                                  | | 19 septembre 1955 (Décret)                          |
| La Cornuaille                                                 | Candé                                                  | | 19 septembre 1955 (Décret)                          |
| Cheviré-le-Rouge                                              | Montpollin                                             | | 14 janvier 1952 (Arrêté)                            |
| Cholet                                                        | Saint-Léger-sous-Cholet                                | | 11 janvier 1901 (Loi)                               |
| Cléré                                                         | Les Cerqueux-sous-Passavant                            | | 1er septembre 1893 (Décret)                         |
| Saint-Paul-du-Bois                                            | Les Cerqueux-sous-Passavant                            | | 1er septembre 1893 (Décret)                         |
| La Chaussaire                                                 | La Regrippière (département de la Loire-Inférieure)    | Villages de la Regrippière, les Vignes, la Durandrie, la Boissière et le Rossignol | 25 juin 1891 (Loi)                                  |
| Les Verchers                                                  | Concourson                                             | | 13 mai 1865 (Loi)                                   |
| Sainte-Gemmes-d'Andigné                                       | Segré                                                  | | 15 avril 1865 (Loi)                                 |
| La Chapelle-sur-Oudon                                         | Segré                                                  | | 15 avril 1865 (Loi)                                 |
| Nueil                                                         | Les Cerqueux-sous-Passavant                            | Villages du Bordage-Guérin, les Semencières, le Fourneau des Semencières, Bry, Bois-Bouhier, Montricard, la Grande Bournée, la Petite Bournée, le Moulin de la Bournée et Saute-Caille | 16 mars 1861 (Loi)                                  |
| Saint-Hilaire-du-Bois                                         | Les Cerqueux                                           | | 29 juin 1854 (Loi)                                  |
| Saint-Hilaire-Saint-Florent                                   | Bagneux                                                | | 20 avril 1854 (Loi)                                 |
| Le Vieil-Baugé                                                | Baugé                                                  | | 20 avril 1854 (Loi)                                 |
| Chazé-Henry                                                   | La Chapelle-Hullin                                     | | 30 novembre 1850 (Loi)                              |
| Vivy                                                          | Neuillé                                                | Hameaux de la Roche et des Roches | 25 juin 1841 (Loi)                                  |
| Épieds                                                        | Morton (département de la Vienne)                      | | 25 juillet 1839 (Loi)                               |
| Saint-Hilaire-des-Échaubroignes (département des Deux-Sèvres) | Maulévrier                                             | [ Note 13 ] | 21 novembre 1808 (Loi)                              |

## Liste des communes nouvelles de Maine-et-Loire

### Année 2013 (3 communes nouvelles)

#### Commune nouvelle deBaugé-en-Anjou(1erjanvier 2013)
| Nom                 | Code Insee | Intercommunalité      | Superficie (km2) | Population (dernière pop. légale) | Densité (hab./km2) |
| ------------------- | ---------- | --------------------- | ---------------- | --------------------------------- | ------------------ |
| Baugé (siège)       | 49018      | CC du Canton de Baugé | 8,55             | 3 681 (2010)                      | 431                |
| Montpollin          | 49213      | CC du Canton de Baugé | 4,49             | 214 (2010)                        | 48                 |
| Pontigné            | 49245      | CC du Canton de Baugé | 24,17            | 257 (2010)                        | 11                 |
| Saint-Martin-d'Arcé | 49303      | CC du Canton de Baugé | 13,18            | 794 (2010)                        | 60                 |
| Le Vieil-Baugé      | 49372      | CC du Canton de Baugé | 28,63            | 1 266 (2010)                      | 44                 |

#### Commune nouvelle deChemillé-Melay(1erjanvier 2013)
| Nom              | Code Insee | Intercommunalité            | Superficie (km2) | Population (dernière pop. légale) | Densité (hab./km2) |
| ---------------- | ---------- | --------------------------- | ---------------- | --------------------------------- | ------------------ |
| Chemillé (siège) | 49092      | CC de la Région de Chemillé | 49,20            | 7 028 (2010)                      | 143                |
| Melay            | 49199      | CC de la Région de Chemillé | 22,70            | 1 608 (2010)                      | 71                 |

#### Commune nouvelle deClefs-Val d'Anjou(1erjanvier 2013)
| Nom           | Code Insee | Intercommunalité      | Superficie (km2) | Population (dernière pop. légale) | Densité (hab./km2) |
| ------------- | ---------- | --------------------- | ---------------- | --------------------------------- | ------------------ |
| Clefs (siège) | 49101      | CC du Canton de Baugé | 25,92            | 979 (2010)                        | 38                 |
| Vaulandry     | 49380      | CC du Canton de Baugé | 27,65            | 313 (2010)                        | 11                 |

### Année 2015 (8 communes nouvelles)

#### Commune nouvelle deBeaupréau-en-Mauges(15 décembre 2015)
| Nom                      | Code Insee | Intercommunalité    | Superficie (km2) | Population (dernière pop. légale) | Densité (hab./km2) |
| ------------------------ | ---------- | ------------------- | ---------------- | --------------------------------- | ------------------ |
| Beaupréau (siège)        | 49023      | CC du Centre-Mauges | 35,79            | 6 909 (2013)                      | 193                |
| Andrezé                  | 49006      | CC du Centre Mauges | 21,20            | 1 859 (2013)                      | 88                 |
| La Chapelle-du-Genêt     | 49072      | CC du Centre Mauges | 9,10             | 1 216 (2013)                      | 134                |
| Gesté                    | 49151      | CC du Centre Mauges | 35,55            | 2 676 (2013)                      | 75                 |
| Jallais                  | 49162      | CC du Centre Mauges | 52,81            | 3 277 (2013)                      | 62                 |
| La Jubaudière            | 49165      | CC du Centre Mauges | 10,90            | 1 225 (2013)                      | 112                |
| Le Pin-en-Mauges         | 49239      | CC du Centre Mauges | 16,88            | 1 364 (2013)                      | 81                 |
| La Poitevinière          | 49243      | CC du Centre Mauges | 26,73            | 1 074 (2013)                      | 40                 |
| Saint-Philbert-en-Mauges | 49312      | CC du Centre Mauges | 7,25             | 383 (2013)                        | 53                 |
| Villedieu-la-Blouère     | 49375      | CC du Centre Mauges | 14,24            | 2 502 (2013)                      | 176                |

#### Commune nouvelle deChemillé-en-Anjou(15 décembre 2015)
| Nom                      | Code Insee | Intercommunalité            | Superficie (km2) | Population (dernière pop. légale) | Densité (hab./km2) |
| ------------------------ | ---------- | --------------------------- | ---------------- | --------------------------------- | ------------------ |
| Chemillé (siège)         | 49092      | CC de la Région de Chemillé | 49,20            | 7 028 (2010)                      | 143                |
| Chanzeaux                | 49071      | CC de la Région de Chemillé | 31,47            | 1 177 (2013)                      | 37                 |
| La Chapelle-Rousselin    | 49074      | CC de la Région de Chemillé | 12,54            | 778 (2013)                        | 62                 |
| Cossé-d'Anjou            | 49111      | CC de la Région de Chemillé | 13,29            | 430 (2013)                        | 32                 |
| La Jumellière            | 49169      | CC de la Région de Chemillé | 29,09            | 1 419 (2013)                      | 49                 |
| Melay                    | 49199      | CC de la Région de Chemillé | 22,70            | 1 608 (2010)                      | 71                 |
| Neuvy-en-Mauges          | 49225      | CC de la Région de Chemillé | 18,13            | 802 (2013)                        | 44                 |
| Sainte-Christine         | 49268      | CC de la Région de Chemillé | 9,52             | 813 (2013)                        | 85                 |
| Saint-Georges-des-Gardes | 49281      | CC de la Région de Chemillé | 32,49            | 1 616 (2013)                      | 50                 |
| Saint-Lézin              | 49300      | CC de la Région de Chemillé | 13,08            | 777 (2013)                        | 59                 |
| La Salle-de-Vihiers      | 49325      | CC de la Région de Chemillé | 17,27            | 1 036 (2013)                      | 60                 |
| La Tourlandry            | 49351      | CC de la Région de Chemillé | 19,34            | 1 344 (2013)                      | 69                 |
| Valanjou                 | 49153      | CC de la Région de Chemillé | 55,86            | 2 290 (2013)                      | 41                 |

#### Commune nouvelle d'Erdre-en-Anjou(28 décembre 2015)
| Nom                   | Code Insee | Intercommunalité                 | Superficie (km2) | Population (dernière pop. légale) | Densité (hab./km2) |
| --------------------- | ---------- | -------------------------------- | ---------------- | --------------------------------- | ------------------ |
| Vern-d'Anjou (siège)  | 49367      | CC de la Région du Lion d'Angers | 36,11            | 2 317 (2013)                      | 64                 |
| Brain-sur-Longuenée   | 49043      | CC de la Région du Lion d'Angers | 22,43            | 963 (2013)                        | 43                 |
| Gené (Maine-et-Loire) | 49148      | CC de la Région du Lion d'Angers | 9,25             | 455 (2013)                        | 49                 |
| La Pouëze             | 49249      | CC de la Région du Lion d'Angers | 22,15            | 1 913 (2013)                      | 86                 |

#### Commune nouvelle deMauges-sur-Loire(15 décembre 2015)
| Nom                        | Code Insee | Intercommunalité                       | Superficie (km2) | Population (dernière pop. légale) | Densité (hab./km2) |
| -------------------------- | ---------- | -------------------------------------- | ---------------- | --------------------------------- | ------------------ |
| La Pommeraye (siège)       | 49244      | CC du Canton de Saint-Florent-le-Vieil | 39,00            | 4 000 (2013)                      | 103                |
| Beausse                    | 49024      | CC du Canton de Saint-Florent-le-Vieil | 5,36             | 395 (2013)                        | 74                 |
| Botz-en-Mauges             | 49034      | CC du Canton de Saint-Florent-le-Vieil | 15,74            | 818 (2013)                        | 52                 |
| Bourgneuf-en-Mauges        | 49039      | CC du Canton de Saint-Florent-le-Vieil | 11,64            | 680 (2013)                        | 58                 |
| La Chapelle-Saint-Florent  | 49075      | CC du Canton de Saint-Florent-le-Vieil | 15,84            | 1 364 (2013)                      | 86                 |
| Le Marillais               | 49190      | CC du Canton de Saint-Florent-le-Vieil | 9,47             | 1 130 (2013)                      | 119                |
| Le Mesnil-en-Vallée        | 49204      | CC du Canton de Saint-Florent-le-Vieil | 17,72            | 1 468 (2013)                      | 83                 |
| Montjean-sur-Loire         | 49212      | CC du Canton de Saint-Florent-le-Vieil | 19,33            | 3 115 (2013)                      | 161                |
| Saint-Florent-le-Vieil     | 49276      | CC du Canton de Saint-Florent-le-Vieil | 24,70            | 2 809 (2013)                      | 114                |
| Saint-Laurent-de-la-Plaine | 49295      | CC du Canton de Saint-Florent-le-Vieil | 18,44            | 1 710 (2013)                      | 93                 |
| Saint-Laurent-du-Mottay    | 49297      | CC du Canton de Saint-Florent-le-Vieil | 14,63            | 761 (2013)                        | 52                 |

#### Commune nouvelle deMontrevault-sur-Èvre(15 décembre 2015)
| Nom                        | Code Insee | Intercommunalité          | Superficie (km2) | Population (dernière pop. légale) | Densité (hab./km2) |
| -------------------------- | ---------- | ------------------------- | ---------------- | --------------------------------- | ------------------ |
| Montrevault (siège)        | 49218      | CC Montrevault Communauté | 2,66             | 1 294 (2013)                      | 486                |
| La Boissière-sur-Èvre      | 49033      | CC Montrevault Communauté | 6,02             | 420 (2013)                        | 70                 |
| Chaudron-en-Mauges         | 49083      | CC Montrevault Communauté | 25,71            | 1 471 (2013)                      | 57                 |
| La Chaussaire              | 49085      | CC Montrevault Communauté | 12,20            | 803 (2013)                        | 66                 |
| Le Fief-Sauvin             | 49137      | CC Montrevault Communauté | 30,29            | 1 666 (2013)                      | 55                 |
| Le Fuilet                  | 49145      | CC Montrevault Communauté | 15,43            | 1 949 (2013)                      | 126                |
| Le Puiset-Doré             | 49252      | CC Montrevault Communauté | 22,62            | 1 182 (2013)                      | 52                 |
| Saint-Pierre-Montlimart    | 49313      | CC Montrevault Communauté | 22,29            | 3 404 (2013)                      | 153                |
| Saint-Quentin-en-Mauges    | 49314      | CC Montrevault Communauté | 21,31            | 1 059 (2013)                      | 50                 |
| Saint-Rémy-en-Mauges       | 49316      | CC Montrevault Communauté | 21,56            | 1 485 (2013)                      | 69                 |
| La Salle-et-Chapelle-Aubry | 49324      | CC Montrevault Communauté | 18,76            | 1 331 (2013)                      | 71                 |

#### Commune nouvelle d'Orée d'Anjou(15 décembre 2015)
| Nom                          | Code Insee | Intercommunalité  | Superficie (km2) | Population (dernière pop. légale) | Densité (hab./km2) |
| ---------------------------- | ---------- | ----------------- | ---------------- | --------------------------------- | ------------------ |
| Champtoceaux (siège)         | 49069      | Mauges Communauté | 15,54            | 2 922 (2024)                      | 188                |
| Bouzillé                     | 49040      | Mauges Communauté | 18,39            | 1 508 (2013)                      | 82                 |
| Drain                        | 49126      | Mauges Communauté | 19,05            | 2 089 (2013)                      | 110                |
| Landemont                    | 49172      | Mauges Communauté | 18,67            | 1 726 (2013)                      | 92                 |
| Liré                         | 49177      | Mauges Communauté | 31,81            | 2 494 (2013)                      | 78                 |
| Saint-Christophe-la-Couperie | 49270      | Mauges Communauté | 8,29             | 850 (2013)                        | 103                |
| Saint-Laurent-des-Autels     | 49296      | Mauges Communauté | 18,55            | 2 286 (2013)                      | 123                |
| Saint-Sauveur-de-Landemont   | 49320      | Mauges Communauté | 11,69            | 923 (2013)                        | 79                 |
| La Varenne                   | 49360      | Mauges Communauté | 14,35            | 1 736 (2013)                      | 121                |

#### Commune nouvelle deSèvremoine(15 décembre 2015)
| Nom                             | Code Insee | Intercommunalité  | Superficie (km2) | Population (dernière pop. légale) | Densité (hab./km2) |
| ------------------------------- | ---------- | ----------------- | ---------------- | --------------------------------- | ------------------ |
| Saint-Macaire-en-Mauges (siège) | 49301      | CC Moine et Sèvre | 27,33            | 7 203 (2013)                      | 264                |
| Le Longeron                     | 49179      | CC Moine et Sèvre | 22,08            | 2 143 (2013)                      | 97                 |
| Montfaucon-Montigné             | 49206      | CC Moine et Sèvre | 16,80            | 2 123 (2013)                      | 126                |
| La Renaudière                   | 49258      | CC Moine et Sèvre | 21,46            | 989 (2013)                        | 46                 |
| Roussay                         | 49263      | CC Moine et Sèvre | 10,99            | 1 223 (2013)                      | 111                |
| Saint-André-de-la-Marche        | 49264      | CC Moine et Sèvre | 11,03            | 2 874 (2013)                      | 261                |
| Saint-Crespin-sur-Moine         | 49273      | CC Moine et Sèvre | 20,11            | 1 588 (2013)                      | 79                 |
| Saint-Germain-sur-Moine         | 49285      | CC Moine et Sèvre | 26,79            | 2 928 (2013)                      | 109                |
| Tillières                       | 49349      | CC Moine et Sèvre | 24,13            | 1 769 (2013)                      | 73                 |
| Torfou                          | 49350      | CC Moine et Sèvre | 32,35            | 2 130 (2013)                      | 66                 |

#### Commune nouvelle deVal-du-Layon(31 décembre 2015)
| Nom                             | Code Insee | Intercommunalité       | Superficie (km2) | Population (dernière pop. légale) | Densité (hab./km2) |
| ------------------------------- | ---------- | ---------------------- | ---------------- | --------------------------------- | ------------------ |
| Saint-Lambert-du-Lattay (siège) | 49292      | CC Loire Layon Aubance | 14,44            | 2 004 (2013)                      | 139                |
| Saint-Aubin-de-Luigné           | 49265      | CC Loire Layon Aubance | 15,19            | 1 261 (2013)                      | 83                 |

### Année 2016 (25 communes nouvelles)

#### Commune nouvelle deBaugé-en-Anjou(1erjanvier 2016)
| Nom                           | Code Insee | Intercommunalité      | Superficie (km2) | Population (dernière pop. légale) | Densité (hab./km2) |
| ----------------------------- | ---------- | --------------------- | ---------------- | --------------------------------- | ------------------ |
| Baugé (siège)                 | 49018      | CC du Canton de Baugé | 8,55             | 3 681 (2010)                      | 431                |
| Bocé                          | 49031      | CC du Canton de Baugé | 16,01            | 624 (2013)                        | 39                 |
| Chartrené                     | 49079      | CC du Canton de Baugé | 3,79             | 52 (2013)                         | 14                 |
| Cheviré-le-Rouge              | 49097      | CC du Canton de Baugé | 35,96            | 961 (2013)                        | 27                 |
| Clefs                         | 49101      | CC du Canton de Baugé | 25,92            | 979 (2010)                        | 38                 |
| Cuon                          | 49116      | CC du Canton de Baugé | 13,13            | 608 (2013)                        | 46                 |
| Échemiré                      | 49128      | CC du Canton de Baugé | 16,98            | 595 (2013)                        | 35                 |
| Fougeré                       | 49143      | CC du Canton de Baugé | 24,18            | 776 (2013)                        | 32                 |
| Le Guédeniau                  | 49157      | CC du Canton de Baugé | 18,10            | 357 (2013)                        | 20                 |
| Montpollin                    | 49213      | CC du Canton de Baugé | 4,49             | 214 (2010)                        | 48                 |
| Pontigné                      | 49245      | CC du Canton de Baugé | 24,17            | 257 (2010)                        | 11                 |
| Saint-Martin-d'Arcé           | 49303      | CC du Canton de Baugé | 13,18            | 794 (2010)                        | 60                 |
| Saint-Quentin-lès-Beaurepaire | 49315      | CC du Canton de Baugé | 7,51             | 291 (2013)                        | 39                 |
| Le Vieil-Baugé                | 49372      | CC du Canton de Baugé | 28,63            | 1 266 (2010)                      | 44                 |
| Vaulandry                     | 49380      | CC du Canton de Baugé | 27,65            | 313 (2010)                        | 11                 |

#### Commune nouvelle deBeaufort-en-Anjou(1erjanvier 2016)
| Nom                        | Code Insee | Intercommunalité        | Superficie (km2) | Population (dernière pop. légale) | Densité (hab./km2) |
| -------------------------- | ---------- | ----------------------- | ---------------- | --------------------------------- | ------------------ |
| Beaufort-en-Vallée (siège) | 49021      | CC de Beaufort-en-Anjou | 35,66            | 6 523 (2013)                      | 183                |
| Gée                        | 49147      | CC de Beaufort-en-Anjou | 6,38             | 486 (2013)                        | 76                 |

#### Commune nouvelle deBellevigne-en-Layon(1erjanvier 2016)
| Nom                | Code Insee | Intercommunalité        | Superficie (km2) | Population (dernière pop. légale) | Densité (hab./km2) |
| ------------------ | ---------- | ----------------------- | ---------------- | --------------------------------- | ------------------ |
| Thouarcé (siège)   | 49345      | CC des Coteaux du Layon | 18,74            | 1 914 (2013)                      | 102                |
| Champ-sur-Layon    | 49066      | CC des Coteaux du Layon | 19,19            | 970 (2013)                        | 51                 |
| Faveraye-Mâchelles | 49133      | CC des Coteaux du Layon | 18,60            | 678 (2013)                        | 36                 |
| Faye-d'Anjou       | 49134      | CC des Coteaux du Layon | 30,40            | 1 406 (2013)                      | 46                 |
| Rablay-sur-Layon   | 49256      | CC des Coteaux du Layon | 7,44             | 744 (2013)                        | 100                |

#### Commune nouvelle deBlaison-Saint-Sulpice(1erjanvier 2016)
| Nom                    | Code Insee | Intercommunalité | Superficie (km2) | Population (dernière pop. légale) | Densité (hab./km2) |
| ---------------------- | ---------- | ---------------- | ---------------- | --------------------------------- | ------------------ |
| Blaison-Gohier (siège) | 49029      | CC Loire Aubance | 21,45            | 1 045 (2013)                      | 49                 |
| Saint-Sulpice          | 49322      | CC Loire Aubance | 2,90             | 189 (2013)                        | 65                 |

#### Commune nouvelle desBois d'Anjou(1erjanvier 2016)
| Nom                     | Code Insee | Intercommunalité        | Superficie (km2) | Population (dernière pop. légale) | Densité (hab./km2) |
| ----------------------- | ---------- | ----------------------- | ---------------- | --------------------------------- | ------------------ |
| Fontaine-Guérin (siège) | 49138      | CC de Beaufort-en-Anjou | 22,51            | 968 (2013)                        | 43                 |
| Brion                   | 49049      | CC de Beaufort-en-Anjou | 28,29            | 1 175 (2013)                      | 42                 |
| Saint-Georges-du-Bois   | 49280      | CC de Beaufort-en-Anjou | 9,42             | 428 (2013)                        | 45                 |

#### Commune nouvelle deBrissac Loire Aubance(15 décembre 2016)
| Nom                             | Code Insee | Intercommunalité | Superficie (km2) | Population (dernière pop. légale) | Densité (hab./km2) |
| ------------------------------- | ---------- | ---------------- | ---------------- | --------------------------------- | ------------------ |
| Brissac-Quincé (siège)          | 49050      | CC Loire Aubance | 9,76             | 3 053 (2014)                      | 313                |
| Les Alleuds                     | 49001      | CC Loire Aubance | 10,47            | 878 (2014)                        | 84                 |
| Charcé-Saint-Ellier-sur-Aubance | 49078      | CC Loire Aubance | 16,84            | 770 (2014)                        | 46                 |
| Chemellier                      | 49091      | CC du Gennois    | 10,99            | 809 (2014)                        | 74                 |
| Coutures                        | 49115      | CC du Gennois    | 9,31             | 519 (2014)                        | 56                 |
| Luigné                          | 49186      | CC Loire Aubance | 9,58             | 265 (2014)                        | 28                 |
| Saint-Rémy-la-Varenne           | 49317      | CC Loire Aubance | 15,67            | 975 (2014)                        | 62                 |
| Saint-Saturnin-sur-Loire        | 49318      | CC Loire Aubance | 11,94            | 1 384 (2014)                      | 116                |
| Saulgé-l'Hôpital                | 49327      | CC Loire Aubance | 6,60             | 602 (2014)                        | 91                 |
| Vauchrétien                     | 49363      | CC Loire Aubance | 19,73            | 1 496 (2014)                      | 76                 |

#### Commune nouvelle deChenillé-Champteussé(1erjanvier 2016)
| Nom                             | Code Insee | Intercommunalité                 | Superficie (km2) | Population (dernière pop. légale) | Densité (hab./km2) |
| ------------------------------- | ---------- | -------------------------------- | ---------------- | --------------------------------- | ------------------ |
| Champteussé-sur-Baconne (siège) | 49067      | CC de la Région du Lion d'Angers | 11,48            | 228 (2013)                        | 20                 |
| Chenillé-Changé                 | 49095      | CC de la Région du Lion d'Angers | 5,30             | 140 (2013)                        | 26                 |

#### Commune nouvelle deDoué-en-Anjou(30 décembre 2016)
| Nom                      | Code Insee | Intercommunalité                    | Superficie (km2) | Population (dernière pop. légale) | Densité (hab./km2) |
| ------------------------ | ---------- | ----------------------------------- | ---------------- | --------------------------------- | ------------------ |
| Doué-la-Fontaine (siège) | 49125      | CC de la Région de Doué la Fontaine | 35,90            | 7 588 (2014)                      | 211                |
| Brigné                   | 49047      | CC de la Région de Doué la Fontaine | 14,63            | 446 (2014)                        | 30                 |
| Concourson-sur-Layon     | 49104      | CC de la Région de Doué la Fontaine | 18,21            | 559 (2014)                        | 31                 |
| Forges                   | 49141      | CC de la Région de Doué la Fontaine | 9,01             | 300 (2014)                        | 33                 |
| Meigné                   | 49198      | CC de la Région de Doué la Fontaine | 13,19            | 375 (2014)                        | 28                 |
| Montfort                 | 49207      | CC de la Région de Doué la Fontaine | 4,41             | 106 (2014)                        | 24                 |
| Saint-Georges-sur-Layon  | 49282      | CC de la Région de Doué la Fontaine | 22,50            | 771 (2014)                        | 34                 |
| Les Verchers-sur-Layon   | 49365      | CC de la Région de Doué la Fontaine | 30,70            | 898 (2014)                        | 29                 |

#### Commune nouvelle desGarennes sur Loire(15 décembre 2016)
| Nom                      | Code Insee | Intercommunalité | Superficie (km2) | Population (dernière pop. légale) | Densité (hab./km2) |
| ------------------------ | ---------- | ---------------- | ---------------- | --------------------------------- | ------------------ |
| Juigné-sur-Loire (siège) | 49167      | CC Loire Aubance | 12,49            | 2 653 (2014)                      | 212                |
| Saint-Jean-des-Mauvrets  | 49290      | CC Loire Aubance | 12,76            | 1 770 (2014)                      | 139                |

#### Commune nouvelle deGennes-Val de Loire(1erjanvier 2016)
| Nom                          | Code Insee | Intercommunalité | Superficie (km2) | Population (dernière pop. légale) | Densité (hab./km2) |
| ---------------------------- | ---------- | ---------------- | ---------------- | --------------------------------- | ------------------ |
| Gennes (siège)               | 49149      | CC du Gennois    | 32,52            | 2 254 (2013)                      | 69                 |
| Chênehutte-Trèves-Cunault    | 49094      | CC du Gennois    | 27,61            | 1 031 (2013)                      | 37                 |
| Grézillé                     | 49154      | CC du Gennois    | 17,62            | 621 (2013)                        | 35                 |
| Saint-Georges-des-Sept-Voies | 49279      | CC du Gennois    | 15,22            | 694 (2013)                        | 46                 |
| Le Thoureil                  | 49346      | CC du Gennois    | 11,02            | 444 (2013)                        | 40                 |

#### Commune nouvelle desHauts-d'Anjou(15 décembre 2016)
| Nom               | Code Insee | Intercommunalité | Superficie (km2) | Population (dernière pop. légale) | Densité (hab./km2) |
| ----------------- | ---------- | ---------------- | ---------------- | --------------------------------- | ------------------ |
| Champigné (siège) | 49065      | CC du Haut Anjou | 22,70            | 2 121 (2014)                      | 93                 |
| Brissarthe        | 49051      | CC du Haut Anjou | 16,99            | 624 (2014)                        | 37                 |
| Cherré            | 49096      | CC du Haut Anjou | 13,91            | 544 (2014)                        | 39                 |
| Contigné          | 49105      | CC du Haut Anjou | 23,31            | 766 (2014)                        | 33                 |
| Marigné           | 49189      | CC du Haut Anjou | 24,41            | 697 (2014)                        | 29                 |
| Querré            | 49254      | CC du Haut Anjou | 12,41            | 333 (2014)                        | 27                 |
| Sœurdres          | 49335      | CC du Haut Anjou | 15,24            | 390 (2014)                        | 26                 |

#### Commune nouvelle d'Ingrandes-Le Fresne sur Loire(1erjanvier 2016)
| Nom                 | Code Insee | Intercommunalité     | Superficie (km2) | Population (dernière pop. légale) | Densité (hab./km2) |
| ------------------- | ---------- | -------------------- | ---------------- | --------------------------------- | ------------------ |
| Ingrandes (siège)   | 49160      | CC Loire Layon       | 6,65             | 1 661 (2013)                      | 250                |
| Le Fresne-sur-Loire | 44060      | CC du Pays d'Ancenis | 6,29             | 977 (2013)                        | 155                |

#### Commune nouvelle deJarzé Villages(1erjanvier 2016)
| Nom              | Code Insee | Intercommunalité | Superficie (km2) | Population (dernière pop. légale) | Densité (hab./km2) |
| ---------------- | ---------- | ---------------- | ---------------- | --------------------------------- | ------------------ |
| Jarzé (siège)    | 49163      | CC du Loir       | 33,12            | 1 839 (2013)                      | 56                 |
| Beauvau          | 49025      | CC du Loir       | 7,98             | 266 (2013)                        | 33                 |
| Chaumont-d'Anjou | 49084      | CC du Loir       | 11,98            | 282 (2013)                        | 24                 |
| Lué-en-Baugeois  | 49185      | CC du Loir       | 7,42             | 335 (2013)                        | 45                 |

#### Commune nouvelle duLion-d'Angers(1erjanvier 2016)
| Nom                      | Code Insee | Intercommunalité                 | Superficie (km2) | Population (dernière pop. légale) | Densité (hab./km2) |
| ------------------------ | ---------- | -------------------------------- | ---------------- | --------------------------------- | ------------------ |
| Le Lion-d'Angers (siège) | 49176      | CC de la Région du Lion d'Angers | 41,11            | 4 077 (2013)                      | 99                 |
| Andigné                  | 49005      | CC de la Région du Lion d'Angers | 6,63             | 388 (2013)                        | 59                 |

#### Commune nouvelle deLoire-Authion(1erjanvier 2016)
| Nom                              | Code Insee | Intercommunalité              | Superficie (km2) | Population (dernière pop. légale) | Densité (hab./km2) |
| -------------------------------- | ---------- | ----------------------------- | ---------------- | --------------------------------- | ------------------ |
| Saint-Mathurin-sur-Loire (siège) | 49307      | CC de la Vallée Loire-Authion | 19,85            | 2 439 (2013)                      | 123                |
| Andard                           | 49004      | CC de la Vallée Loire-Authion | 11,99            | 2 511 (2013)                      | 209                |
| Bauné                            | 49019      | CC de la Vallée Loire-Authion | 20,99            | 1 689 (2013)                      | 80                 |
| La Bohalle                       | 49032      | CC de la Vallée Loire-Authion | 9,35             | 1 228 (2013)                      | 131                |
| Brain-sur-l'Authion              | 49042      | CC de la Vallée Loire-Authion | 22,92            | 3 438 (2013)                      | 150                |
| Corné                            | 49106      | CC de la Vallée Loire-Authion | 16,64            | 2 881 (2013)                      | 173                |
| La Daguenière                    | 49117      | CC de la Vallée Loire-Authion | 11,92            | 1 285 (2013)                      | 108                |

#### Commune nouvelle deLonguenée-en-Anjou(1erjanvier 2016)
| Nom                                | Code Insee | Intercommunalité            | Superficie (km2) | Population (dernière pop. légale) | Densité (hab./km2) |
| ---------------------------------- | ---------- | --------------------------- | ---------------- | --------------------------------- | ------------------ |
| La Membrolle-sur-Longuenée (siège) | 49200      | CA Angers Loire Métropole   | 9,44             | 2 027 (2013)                      | 215                |
| La Meignanne                       | 49196      | CA Angers Loire Métropole   | 23,39            | 2 235 (2013)                      | 96                 |
| Le Plessis-Macé                    | 49242      | CA Angers Loire Métropole   | 7,99             | 1 230 (2013)                      | 154                |
| Pruillé                            | 49251      | CA d'Angers Loire Métropole | 12,68            | 719 (2013)                        | 57                 |

#### Commune nouvelle deLys-Haut-Layon(1erjanvier 2016)
| Nom                         | Code Insee | Intercommunalité            | Superficie (km2) | Population (dernière pop. légale) | Densité (hab./km2) |
| --------------------------- | ---------- | --------------------------- | ---------------- | --------------------------------- | ------------------ |
| Vihiers (siège)             | 49373      | CC du Vihiersois Haut-Layon | 59,70            | 2 323 (2014)                      | 39                 |
| Les Cerqueux-sous-Passavant | 49059      | CC du Vihiersois Haut-Layon | 23,24            | 520 (2013)                        | 22                 |
| La Fosse-de-Tigné           | 49142      | CC du Vihiersois Haut-Layon | 5,54             | 231 (2013)                        | 42                 |
| Nueil-sur-Layon             | 49232      | CC du Vihiersois Haut-Layon | 61,23            | 1 336 (2013)                      | 22                 |
| Tancoigné                   | 49342      | CC du Vihiersois Haut-Layon | 4,25             | 348 (2013)                        | 82                 |
| Tigné                       | 49348      | CC du Vihiersois Haut-Layon | 16,78            | 770 (2013)                        | 46                 |
| Trémont                     | 49356      | CC du Vihiersois Haut-Layon | 8,10             | 387 (2013)                        | 48                 |

#### Commune nouvelle deMazé-Milon(1erjanvier 2016)
| Nom            | Code Insee | Intercommunalité        | Superficie (km2) | Population (dernière pop. légale) | Densité (hab./km2) |
| -------------- | ---------- | ----------------------- | ---------------- | --------------------------------- | ------------------ |
| Mazé (siège)   | 49194      | CC de Beaufort-en-Anjou | 33,33            | 4 990 (2013)                      | 150                |
| Fontaine-Milon | 49139      | CC de Beaufort-en-Anjou | 8,46             | 588 (2013)                        | 70                 |

#### Commune nouvelle deMorannes-sur-Sarthe(1erjanvier 2016)
| Nom                | Code Insee | Intercommunalité         | Superficie (km2) | Population (dernière pop. légale) | Densité (hab./km2) |
| ------------------ | ---------- | ------------------------ | ---------------- | --------------------------------- | ------------------ |
| Morannes (siège)   | 49220      | CC des Portes-de-l'Anjou | 40,73            | 1 800 (2013)                      | 44                 |
| Chemiré-sur-Sarthe | 49093      | CC des Portes-de-l'Anjou | 6,62             | 260 (2013)                        | 39                 |

#### Commune nouvelle deNoyant-Villages(15 décembre 2016)
| Nom                    | Code Insee | Intercommunalité   | Superficie (km2) | Population (dernière pop. légale) | Densité (hab./km2) |
| ---------------------- | ---------- | ------------------ | ---------------- | --------------------------------- | ------------------ |
| Noyant (siège)         | 49228      | CC Baugeois Vallée | 27,41            | 1 830 (2014)                      | 67                 |
| Auverse                | 49013      | CC Baugeois Vallée | 30,74            | 441 (2014)                        | 14                 |
| Broc                   | 49052      | CC Baugeois Vallée | 21,23            | 312 (2014)                        | 15                 |
| Breil                  | 49044      | CC Baugeois Vallée | 15,09            | 271 (2014)                        | 18                 |
| Chalonnes-sous-le-Lude | 49062      | CC Baugeois Vallée | 16,49            | 130 (2014)                        | 7,9                |
| Chavaignes             | 49087      | CC Baugeois Vallée | 7,42             | 95 (2014)                         | 13                 |
| Chigné                 | 49098      | CC Baugeois Vallée | 25,22            | 312 (2014)                        | 12                 |
| Dénezé-sous-le-Lude    | 49122      | CC Baugeois Vallée | 15,05            | 304 (2014)                        | 20                 |
| Genneteil              | 49150      | CC Baugeois Vallée | 35,95            | 333 (2014)                        | 9,3                |
| Linières-Bouton        | 49175      | CC Baugeois Vallée | 9,89             | 84 (2014)                         | 8,5                |
| Lasse                  | 49173      | CC Baugeois Vallée | 28,94            | 285 (2014)                        | 9,8                |
| Meigné-le-Vicomte      | 49197      | CC Baugeois Vallée | 23,13            | 315 (2014)                        | 14                 |
| Méon                   | 49202      | CC Baugeois Vallée | 15,04            | 265 (2014)                        | 18                 |
| Parçay-les-Pins        | 49234      | CC Baugeois Vallée | 27,85            | 892 (2014)                        | 32                 |

#### Commune nouvelle d'Ombrée d'Anjou(15 décembre 2016)
| Nom                       | Code Insee | Intercommunalité                   | Superficie (km2) | Population (dernière pop. légale) | Densité (hab./km2) |
| ------------------------- | ---------- | ---------------------------------- | ---------------- | --------------------------------- | ------------------ |
| Pouancé (siège)           | 49248      | CC de la Région de Pouancé-Combrée | 48,97            | 3 120 (2014)                      | 64                 |
| La Chapelle-Hullin        | 49073      | CC de la Région de Pouancé-Combrée | 9,79             | 135 (2014)                        | 14                 |
| Chazé-Henry               | 49088      | CC de la Région de Pouancé-Combrée | 19,87            | 832 (2014)                        | 42                 |
| Combrée                   | 49103      | CC de la Région de Pouancé-Combrée | 24,16            | 2 845 (2014)                      | 118                |
| Grugé-l'Hôpital           | 49156      | CC de la Région de Pouancé-Combrée | 15,71            | 284 (2014)                        | 18                 |
| Noëllet                   | 49226      | CC de la Région de Pouancé-Combrée | 15,40            | 426 (2014)                        | 28                 |
| La Prévière               | 49250      | CC de la Région de Pouancé-Combrée | 7,24             | 244 (2014)                        | 34                 |
| Saint-Michel-et-Chanveaux | 49309      | CC de la Région de Pouancé-Combrée | 27,67            | 406 (2014)                        | 15                 |
| Le Tremblay               | 49354      | CC de la Région de Pouancé-Combrée | 22,97            | 355 (2014)                        | 15                 |
| Vergonnes                 | 49366      | CC de la Région de Pouancé-Combrée | 10,38            | 319 (2014)                        | 31                 |

#### Commune nouvelle deSegré-en-Anjou Bleu(15 décembre 2016)
| Nom                     | Code Insee | Intercommunalité      | Superficie (km2) | Population (dernière pop. légale) | Densité (hab./km2) |
| ----------------------- | ---------- | --------------------- | ---------------- | --------------------------------- | ------------------ |
| Segré (siège)           | 49331      | CC du Canton de Segré | 15,88            | 6 893 (2014)                      | 434                |
| Aviré                   | 49014      | CC du Canton de Segré | 14,36            | 490 (2014)                        | 34                 |
| Le Bourg-d'Iré          | 49037      | CC du Canton de Segré | 23,03            | 887 (2014)                        | 39                 |
| La Chapelle-sur-Oudon   | 49077      | CC du Canton de Segré | 12,73            | 568 (2014)                        | 45                 |
| Châtelais               | 49081      | CC du Canton de Segré | 23,68            | 662 (2014)                        | 28                 |
| La Ferrière-de-Flée     | 49136      | CC du Canton de Segré | 13,12            | 361 (2014)                        | 28                 |
| L'Hôtellerie-de-Flée    | 49158      | CC du Canton de Segré | 14,77            | 514 (2014)                        | 35                 |
| Louvaines               | 49184      | CC du Canton de Segré | 15,07            | 507 (2014)                        | 34                 |
| Marans                  | 49187      | CC du Canton de Segré | 9,59             | 570 (2014)                        | 59                 |
| Montguillon             | 49208      | CC du Canton de Segré | 11,91            | 233 (2014)                        | 20                 |
| Noyant-la-Gravoyère     | 49229      | CC du Canton de Segré | 11,91            | 1 894 (2014)                      | 159                |
| Nyoiseau                | 49233      | CC du Canton de Segré | 15,55            | 1 226 (2014)                      | 79                 |
| Sainte-Gemmes-d'Andigné | 49277      | CC du Canton de Segré | 25,34            | 1 482 (2014)                      | 58                 |
| Saint-Martin-du-Bois    | 49305      | CC du Canton de Segré | 21,73            | 963 (2014)                        | 44                 |
| Saint-Sauveur-de-Flée   | 49319      | CC du Canton de Segré | 12,87            | 330 (2014)                        | 26                 |

#### Commune nouvelle deTuffalun(1erjanvier 2016)
| Nom                      | Code Insee | Intercommunalité | Superficie (km2) | Population (dernière pop. légale) | Densité (hab./km2) |
| ------------------------ | ---------- | ---------------- | ---------------- | --------------------------------- | ------------------ |
| Ambillou-Château (siège) | 49P01      | CC du Gennois    | 19,99            | 941 (2013)                        | 47                 |
| Louerre                  | 49181      | CC du Gennois    | 14,44            | 485 (2013)                        | 34                 |
| Noyant-la-Plaine         | 49230      | CC du Gennois    | 4,99             | 352 (2013)                        | 71                 |

#### Commune nouvelle deVal d'Erdre-Auxence(15 décembre 2016)
| Nom                          | Code Insee | Intercommunalité | Superficie (km2) | Population (dernière pop. légale) | Densité (hab./km2) |
| ---------------------------- | ---------- | ---------------- | ---------------- | --------------------------------- | ------------------ |
| Le Louroux-Béconnais (siège) | 49183      | CC Ouest Anjou   | 65,57            | 3 082 (2014)                      | 47                 |
| La Cornuaille                | 49108      | CC Ouest Anjou   | 43,92            | 1 028 (2014)                      | 23                 |
| Villemoisan                  | 49376      | CC Ouest Anjou   | 20,75            | 645 (2014)                        | 31                 |

#### Commune nouvelle deVerrières-en-Anjou(1erjanvier 2016)
| Nom                           | Code Insee | Intercommunalité          | Superficie (km2) | Population (dernière pop. légale) | Densité (hab./km2) |
| ----------------------------- | ---------- | ------------------------- | ---------------- | --------------------------------- | ------------------ |
| Saint-Sylvain-d'Anjou (siège) | 49323      | CA Angers Loire Métropole | 21,26            | 4 473 (2013)                      | 210                |
| Pellouailles-les-Vignes       | 49238      | CA Angers Loire Métropole | 3,57             | 2 500 (2013)                      | 700                |

### Année 2017 (2 communes nouvelles)

#### Commune nouvelle deMorannes sur Sarthe-Daumeray(1erjanvier 2017)
| Nom                | Code Insee | Intercommunalité         | Superficie (km2) | Population (dernière pop. légale) | Densité (hab./km2) |
| ------------------ | ---------- | ------------------------ | ---------------- | --------------------------------- | ------------------ |
| Morannes (siège)   | 49220      | CC des Portes-de-l'Anjou | 40,73            | 1 800 (2013)                      | 44                 |
| Chemiré-sur-Sarthe | 49093      | CC des Portes-de-l'Anjou | 6,62             | 260 (2013)                        | 39                 |
| Daumeray           | 49119      | CC Anjou Loir et Sarthe  | 40,53            | 1 532 (2014)                      | 38                 |

#### Commune nouvelle deTerranjou(1erjanvier 2017)
| Nom                   | Code Insee | Intercommunalité        | Superficie (km2) | Population (dernière pop. légale) | Densité (hab./km2) |
| --------------------- | ---------- | ----------------------- | ---------------- | --------------------------------- | ------------------ |
| Chavagnes (siège)     | 49086      | CC des Coteaux du Layon | 16,21            | 1 262 (2014)                      | 78                 |
| Martigné-Briand       | 49191      | CC des Coteaux du Layon | 27,21            | 1 899 (2014)                      | 70                 |
| Notre-Dame-d'Allençon | 49227      | CC des Coteaux du Layon | 13,63            | 684 (2014)                        | 50                 |

### Année 2018 (1 commune nouvelle)

#### Commune nouvelle deGennes-Val-de-Loire(1erjanvier 2018)
Modèle:Tableau Liste commune de France

## Liste des communes associées de Maine-et-Loire
Liste des communes ayant, ou ayant eu (en italique), à la suite d'une fusion, le statut de commune associée.
| Nom de la commune           | Code INSEE | Fusion-association                    | Fusion-association | Fusion-association               | Fusion-association                       | F - transformation de l'association en fusion simple T - transformation de l'association en commune déléguée | F - transformation de l'association en fusion simple T - transformation de l'association en commune déléguée | F - transformation de l'association en fusion simple T - transformation de l'association en commune déléguée |
| Nom de la commune           | Code INSEE | date de la décision                   | date d'effet       | commune absorbante               | nom de la commune résultant de la fusion | F/D | date de la décision                                                                                          | date d'effet                                                                                                 |
| --------------------------- | ---------- | ------------------------------------- | ------------------ | -------------------------------- | ---------------------------------------- | --- | --- | --- |
| Gohier                      | 49152      | Arrêté préfectoral du 28 février 1974 | 1er mars 1974      | Blaison                          | Blaison-Gohier                           | F | Arrêté préfectoral du safesubst:#invoke:Date                                                                 | Modèle:Date                                                                                                  |
| Trèves-Cunault              | 49357      | Arrêté préfectoral du Modèle:Date     | Modèle:Date        | Chênehutte-les-Tuffeaux          | Chênehutte-Trèves-Cunault                | F | Arrêté préfectoral du Modèle:Date                                                                            | Modèle:Date                                                                                                  |
| Le Puy-Saint-Bonnet         | 79224      | Décret du Modèle:Date                 | Modèle:Date        | Cholet                           | Cholet                                   | | | |
| Jumelles                    | 49168      | Arrêté préfectoral du Modèle:Date     | Modèle:Date        | Longué                           | Longué-Jumelles                          | | | |
| Juigné-Béné                 | 49166      | Arrêté préfectoral du Modèle:Date     | Modèle:Date        | Montreuil-Belfroy                | Montreuil-Juigné                         | F | Arrêté préfectoral du Modèle:Date                                                                            | Modèle:Date                                                                                                  |
| Les Gardes                  | 49146      | Arrêté préfectoral du Modèle:Date     | Modèle:Date        | Saint-Georges-du-Puy-de-la-Garde | Saint-Georges-des-Gardes                 | F | Arrêté préfectoral du Modèle:Date                                                                            | Modèle:Date                                                                                                  |
| Bagneux                     | 49016      | Arrêté préfectoral du Modèle:Date     | Modèle:Date        | Saumur                           | Saumur                                   | | | |
| Dampierre-sur-Loire         | 49118      | Arrêté préfectoral du Modèle:Date     | Modèle:Date        | Saumur                           | Saumur                                   | | | |
| Saint-Hilaire-Saint-Florent | 49287      | Arrêté préfectoral du Modèle:Date     | Modèle:Date        | Saumur                           | Saumur                                   | | | |
| Saint-Lambert-des-Levées    | 49293      | Arrêté préfectoral du Modèle:Date     | Modèle:Date        | Saumur                           | Saumur                                   | | | |
| Saint-Hilaire-du-Bois       | 49286      | Arrêté préfectoral du Modèle:Date     | Modèle:Date        | Vihiers                          | Vihiers                                  | T | Arrêté préfectoral du Modèle:Date                                                                            | Modèle:Date                                                                                                  |
| Le Voide                    | 49379      | Arrêté préfectoral du Modèle:Date     | Modèle:Date        | Vihiers                          | Vihiers                                  | T | Arrêté préfectoral du Modèle:Date                                                                            | Modèle:Date                                                                                                  |

Modèle:Clr